# Leis do xadrez
As leis do xadrez ou regras do xadrez são o conjunto de regras que governam a prática do jogo de xadrez. Enquanto as origens do xadrez não são claras, as regras modernas tomaram forma primeiro na Itália, durante o século XVI. As regras continuaram a ser modificadas lentamente até o início do século XIX, quando atingiram a forma atual. As regras também variavam de lugar para lugar. Atualmente, a Fédération Internationale des Échecs (FIDE), também conhecida como Organização Mundial do Xadrez, define as regras padrão, com pequenas modificações feitas por algumas organizações nacionais para seus próprios objetivos. As regras vigentes são ditadas pelo texto aprovado no 75º Congresso da FIDE realizado em Calvià (Mallorca, Espanha) em outubro de 2004, tendo entrado em vigor a partir de 1º de julho de 2005.
O xadrez é um jogo para duas pessoas em um tabuleiro com 64 casas. Cada jogador dispõe de um conjunto igual de 16 peças que Há seis tipos diferente de peças e cada uma delas tem regras distintas de movimento e captura. O objetivo do jogo é dar o xeque-mate, isto é, ameaçar o Rei do oponente com uma captura inevitável. Os jogos não terminam necessariamente com o xeque-mate – os jogadores com certa frequência desistem se acreditam que irão perder.[carece de fontes?] Além disso, existem várias formas de um jogo terminar em um empate.
Além do movimento básico das peças, as regras também governam o equipamento usado, o controle de tempo, a conduta e ética dos jogadores, acomodações para jogadores com necessidades especiais, o registro dos lances usando notação de xadrez, bem como procedimentos para lidar com irregularidades que porventura ocorram durante algumas partidas. Por exemplo, a quantia máxima de Xeques que pode se dar num jogo é de 80.

## Histórico
O xadrez moderno existe desde o século XV, após a substituição do fers e do Fil pela Dama (pt-eu: rainha) e Bispo, respetivamente, porém levou algum tempo até que regras como o roque, a captura en passant, a promoção e o empate por afogamento atingissem uniformidade, apesar das leis fundamentais do jogo tais como o arranjo das peças, seus movimentos e o mate como condição de vitória, terem permanecido inalterados.
A primeira publicação conhecida das regras do xadrez foi no livro de Repetición de Amores y Arte de Axedrez (c.1497) de Lucena, logo após a introdução dos novos movimentos da Dama (pt-eu: rainha), Bispo e o avanço duplo do Peão Nos séculos XVI e XVII, havia diferenças de opinião a respeito das regras do roque, promoção do peão, empate por afogamento, e o en passant. Algumas destas diferenças existiram até o século XIX. Ruy López de Segura também apresentou um conjunto de regras em seu livro "Livro da Invenção Liberal e a Arte do Jogo de Xadrez" (do original em espanhol Libro de la Invencion liberal y Arte del juego del axedrez) (1561).
Os primeiros impasses a respeito das regras haviam surgido já no século XIII, em uma partida entre um espanhol e um lombardo. Na ocasião, o advogado, Guido de Baysio, propôs que se utilizassem as regras do país onde a partida fosse realizada, uma prática adotada até o século XVIII.
No final do século XVIII, surgiram os primeiros clubes de xadrez e aumentava a necessidade de formalizar as regras pois comumente utilizava-se as regras dos livros textos de Philidor, Sarratt e Walker. Os principais clubes começaram então a publicar seus conjuntos de regras a partir de 1803 em Praga, seguidos de Londres (1807), Paris (1836) e São Petersburgo (1854), sendo este último produzido por Jaenisch. O London Chess Club teve suas regras normatizadas por Sarratt em 1808, que introduziu a marcação do afogamento como empate na Inglaterra.
Por volta de 1850, surgiram os primeiros esforços para unificar as regras, liderados por Staunton, Lasa e Jaenisch. Em 1851, durante o primeiro torneio internacional de Londres o código de regras foi escrito por Staunton, que convocou uma "Assembleia Constituinte para Remodelagem das Leis do Xadrez", tendo publicado sua primeira proposta em 1860 no Chess Praxis e no Illustrated London News que foram aceitos nos países anglófonos mas eram incompatíveis com a British Chess Association enquanto os países de língua alemã utilizavam as regras do anuário de Berguer ou o Handbuch des Schachspiels de Bilguer.
Uma das primeiras tarefas da FIDE foi produzir um código internacional que teve sua primeira edição em 1929 e edições posteriores em 1952, 1955 e 1966 em francês. Cada país tinha sua tradução e a partir de 1974 o código passou a ser publicado em inglês. Muitos países como a URSS continuaram a usar suas regras e em 1984 a FIDE abandonou a ideia de utilizar um código universal e decidiu que seu código seria usado somente em seus torneios.

## Arranjo inicial das peças
|   | a | b | c | d | e | f | g | h |   |
| 8 | a8 preto torre · b8 preto cavalo · c8 preto bispo · d8 preto rainha · e8 preto rei · f8 preto bispo · g8 preto cavalo · h8 preto torre · a7 preto peão · b7 preto peão · c7 preto peão · d7 preto peão · e7 preto peão · f7 preto peão · g7 preto peão · h7 preto peão · a2 branco peão · b2 branco peão · c2 branco peão · d2 branco peão · e2 branco peão · f2 branco peão · g2 branco peão · h2 branco peão · a1 branco torre · b1 branco cavalo · c1 branco bispo · d1 branco rainha · e1 branco rei · f1 branco bispo · g1 branco cavalo · h1 branco torre | a8 preto torre · b8 preto cavalo · c8 preto bispo · d8 preto rainha · e8 preto rei · f8 preto bispo · g8 preto cavalo · h8 preto torre · a7 preto peão · b7 preto peão · c7 preto peão · d7 preto peão · e7 preto peão · f7 preto peão · g7 preto peão · h7 preto peão · a2 branco peão · b2 branco peão · c2 branco peão · d2 branco peão · e2 branco peão · f2 branco peão · g2 branco peão · h2 branco peão · a1 branco torre · b1 branco cavalo · c1 branco bispo · d1 branco rainha · e1 branco rei · f1 branco bispo · g1 branco cavalo · h1 branco torre | a8 preto torre · b8 preto cavalo · c8 preto bispo · d8 preto rainha · e8 preto rei · f8 preto bispo · g8 preto cavalo · h8 preto torre · a7 preto peão · b7 preto peão · c7 preto peão · d7 preto peão · e7 preto peão · f7 preto peão · g7 preto peão · h7 preto peão · a2 branco peão · b2 branco peão · c2 branco peão · d2 branco peão · e2 branco peão · f2 branco peão · g2 branco peão · h2 branco peão · a1 branco torre · b1 branco cavalo · c1 branco bispo · d1 branco rainha · e1 branco rei · f1 branco bispo · g1 branco cavalo · h1 branco torre | a8 preto torre · b8 preto cavalo · c8 preto bispo · d8 preto rainha · e8 preto rei · f8 preto bispo · g8 preto cavalo · h8 preto torre · a7 preto peão · b7 preto peão · c7 preto peão · d7 preto peão · e7 preto peão · f7 preto peão · g7 preto peão · h7 preto peão · a2 branco peão · b2 branco peão · c2 branco peão · d2 branco peão · e2 branco peão · f2 branco peão · g2 branco peão · h2 branco peão · a1 branco torre · b1 branco cavalo · c1 branco bispo · d1 branco rainha · e1 branco rei · f1 branco bispo · g1 branco cavalo · h1 branco torre | a8 preto torre · b8 preto cavalo · c8 preto bispo · d8 preto rainha · e8 preto rei · f8 preto bispo · g8 preto cavalo · h8 preto torre · a7 preto peão · b7 preto peão · c7 preto peão · d7 preto peão · e7 preto peão · f7 preto peão · g7 preto peão · h7 preto peão · a2 branco peão · b2 branco peão · c2 branco peão · d2 branco peão · e2 branco peão · f2 branco peão · g2 branco peão · h2 branco peão · a1 branco torre · b1 branco cavalo · c1 branco bispo · d1 branco rainha · e1 branco rei · f1 branco bispo · g1 branco cavalo · h1 branco torre | a8 preto torre · b8 preto cavalo · c8 preto bispo · d8 preto rainha · e8 preto rei · f8 preto bispo · g8 preto cavalo · h8 preto torre · a7 preto peão · b7 preto peão · c7 preto peão · d7 preto peão · e7 preto peão · f7 preto peão · g7 preto peão · h7 preto peão · a2 branco peão · b2 branco peão · c2 branco peão · d2 branco peão · e2 branco peão · f2 branco peão · g2 branco peão · h2 branco peão · a1 branco torre · b1 branco cavalo · c1 branco bispo · d1 branco rainha · e1 branco rei · f1 branco bispo · g1 branco cavalo · h1 branco torre | a8 preto torre · b8 preto cavalo · c8 preto bispo · d8 preto rainha · e8 preto rei · f8 preto bispo · g8 preto cavalo · h8 preto torre · a7 preto peão · b7 preto peão · c7 preto peão · d7 preto peão · e7 preto peão · f7 preto peão · g7 preto peão · h7 preto peão · a2 branco peão · b2 branco peão · c2 branco peão · d2 branco peão · e2 branco peão · f2 branco peão · g2 branco peão · h2 branco peão · a1 branco torre · b1 branco cavalo · c1 branco bispo · d1 branco rainha · e1 branco rei · f1 branco bispo · g1 branco cavalo · h1 branco torre | a8 preto torre · b8 preto cavalo · c8 preto bispo · d8 preto rainha · e8 preto rei · f8 preto bispo · g8 preto cavalo · h8 preto torre · a7 preto peão · b7 preto peão · c7 preto peão · d7 preto peão · e7 preto peão · f7 preto peão · g7 preto peão · h7 preto peão · a2 branco peão · b2 branco peão · c2 branco peão · d2 branco peão · e2 branco peão · f2 branco peão · g2 branco peão · h2 branco peão · a1 branco torre · b1 branco cavalo · c1 branco bispo · d1 branco rainha · e1 branco rei · f1 branco bispo · g1 branco cavalo · h1 branco torre | 8 |
| 7 | a8 preto torre · b8 preto cavalo · c8 preto bispo · d8 preto rainha · e8 preto rei · f8 preto bispo · g8 preto cavalo · h8 preto torre · a7 preto peão · b7 preto peão · c7 preto peão · d7 preto peão · e7 preto peão · f7 preto peão · g7 preto peão · h7 preto peão · a2 branco peão · b2 branco peão · c2 branco peão · d2 branco peão · e2 branco peão · f2 branco peão · g2 branco peão · h2 branco peão · a1 branco torre · b1 branco cavalo · c1 branco bispo · d1 branco rainha · e1 branco rei · f1 branco bispo · g1 branco cavalo · h1 branco torre | a8 preto torre · b8 preto cavalo · c8 preto bispo · d8 preto rainha · e8 preto rei · f8 preto bispo · g8 preto cavalo · h8 preto torre · a7 preto peão · b7 preto peão · c7 preto peão · d7 preto peão · e7 preto peão · f7 preto peão · g7 preto peão · h7 preto peão · a2 branco peão · b2 branco peão · c2 branco peão · d2 branco peão · e2 branco peão · f2 branco peão · g2 branco peão · h2 branco peão · a1 branco torre · b1 branco cavalo · c1 branco bispo · d1 branco rainha · e1 branco rei · f1 branco bispo · g1 branco cavalo · h1 branco torre | a8 preto torre · b8 preto cavalo · c8 preto bispo · d8 preto rainha · e8 preto rei · f8 preto bispo · g8 preto cavalo · h8 preto torre · a7 preto peão · b7 preto peão · c7 preto peão · d7 preto peão · e7 preto peão · f7 preto peão · g7 preto peão · h7 preto peão · a2 branco peão · b2 branco peão · c2 branco peão · d2 branco peão · e2 branco peão · f2 branco peão · g2 branco peão · h2 branco peão · a1 branco torre · b1 branco cavalo · c1 branco bispo · d1 branco rainha · e1 branco rei · f1 branco bispo · g1 branco cavalo · h1 branco torre | a8 preto torre · b8 preto cavalo · c8 preto bispo · d8 preto rainha · e8 preto rei · f8 preto bispo · g8 preto cavalo · h8 preto torre · a7 preto peão · b7 preto peão · c7 preto peão · d7 preto peão · e7 preto peão · f7 preto peão · g7 preto peão · h7 preto peão · a2 branco peão · b2 branco peão · c2 branco peão · d2 branco peão · e2 branco peão · f2 branco peão · g2 branco peão · h2 branco peão · a1 branco torre · b1 branco cavalo · c1 branco bispo · d1 branco rainha · e1 branco rei · f1 branco bispo · g1 branco cavalo · h1 branco torre | a8 preto torre · b8 preto cavalo · c8 preto bispo · d8 preto rainha · e8 preto rei · f8 preto bispo · g8 preto cavalo · h8 preto torre · a7 preto peão · b7 preto peão · c7 preto peão · d7 preto peão · e7 preto peão · f7 preto peão · g7 preto peão · h7 preto peão · a2 branco peão · b2 branco peão · c2 branco peão · d2 branco peão · e2 branco peão · f2 branco peão · g2 branco peão · h2 branco peão · a1 branco torre · b1 branco cavalo · c1 branco bispo · d1 branco rainha · e1 branco rei · f1 branco bispo · g1 branco cavalo · h1 branco torre | a8 preto torre · b8 preto cavalo · c8 preto bispo · d8 preto rainha · e8 preto rei · f8 preto bispo · g8 preto cavalo · h8 preto torre · a7 preto peão · b7 preto peão · c7 preto peão · d7 preto peão · e7 preto peão · f7 preto peão · g7 preto peão · h7 preto peão · a2 branco peão · b2 branco peão · c2 branco peão · d2 branco peão · e2 branco peão · f2 branco peão · g2 branco peão · h2 branco peão · a1 branco torre · b1 branco cavalo · c1 branco bispo · d1 branco rainha · e1 branco rei · f1 branco bispo · g1 branco cavalo · h1 branco torre | a8 preto torre · b8 preto cavalo · c8 preto bispo · d8 preto rainha · e8 preto rei · f8 preto bispo · g8 preto cavalo · h8 preto torre · a7 preto peão · b7 preto peão · c7 preto peão · d7 preto peão · e7 preto peão · f7 preto peão · g7 preto peão · h7 preto peão · a2 branco peão · b2 branco peão · c2 branco peão · d2 branco peão · e2 branco peão · f2 branco peão · g2 branco peão · h2 branco peão · a1 branco torre · b1 branco cavalo · c1 branco bispo · d1 branco rainha · e1 branco rei · f1 branco bispo · g1 branco cavalo · h1 branco torre | a8 preto torre · b8 preto cavalo · c8 preto bispo · d8 preto rainha · e8 preto rei · f8 preto bispo · g8 preto cavalo · h8 preto torre · a7 preto peão · b7 preto peão · c7 preto peão · d7 preto peão · e7 preto peão · f7 preto peão · g7 preto peão · h7 preto peão · a2 branco peão · b2 branco peão · c2 branco peão · d2 branco peão · e2 branco peão · f2 branco peão · g2 branco peão · h2 branco peão · a1 branco torre · b1 branco cavalo · c1 branco bispo · d1 branco rainha · e1 branco rei · f1 branco bispo · g1 branco cavalo · h1 branco torre | 7 |
| 6 | a8 preto torre · b8 preto cavalo · c8 preto bispo · d8 preto rainha · e8 preto rei · f8 preto bispo · g8 preto cavalo · h8 preto torre · a7 preto peão · b7 preto peão · c7 preto peão · d7 preto peão · e7 preto peão · f7 preto peão · g7 preto peão · h7 preto peão · a2 branco peão · b2 branco peão · c2 branco peão · d2 branco peão · e2 branco peão · f2 branco peão · g2 branco peão · h2 branco peão · a1 branco torre · b1 branco cavalo · c1 branco bispo · d1 branco rainha · e1 branco rei · f1 branco bispo · g1 branco cavalo · h1 branco torre | a8 preto torre · b8 preto cavalo · c8 preto bispo · d8 preto rainha · e8 preto rei · f8 preto bispo · g8 preto cavalo · h8 preto torre · a7 preto peão · b7 preto peão · c7 preto peão · d7 preto peão · e7 preto peão · f7 preto peão · g7 preto peão · h7 preto peão · a2 branco peão · b2 branco peão · c2 branco peão · d2 branco peão · e2 branco peão · f2 branco peão · g2 branco peão · h2 branco peão · a1 branco torre · b1 branco cavalo · c1 branco bispo · d1 branco rainha · e1 branco rei · f1 branco bispo · g1 branco cavalo · h1 branco torre | a8 preto torre · b8 preto cavalo · c8 preto bispo · d8 preto rainha · e8 preto rei · f8 preto bispo · g8 preto cavalo · h8 preto torre · a7 preto peão · b7 preto peão · c7 preto peão · d7 preto peão · e7 preto peão · f7 preto peão · g7 preto peão · h7 preto peão · a2 branco peão · b2 branco peão · c2 branco peão · d2 branco peão · e2 branco peão · f2 branco peão · g2 branco peão · h2 branco peão · a1 branco torre · b1 branco cavalo · c1 branco bispo · d1 branco rainha · e1 branco rei · f1 branco bispo · g1 branco cavalo · h1 branco torre | a8 preto torre · b8 preto cavalo · c8 preto bispo · d8 preto rainha · e8 preto rei · f8 preto bispo · g8 preto cavalo · h8 preto torre · a7 preto peão · b7 preto peão · c7 preto peão · d7 preto peão · e7 preto peão · f7 preto peão · g7 preto peão · h7 preto peão · a2 branco peão · b2 branco peão · c2 branco peão · d2 branco peão · e2 branco peão · f2 branco peão · g2 branco peão · h2 branco peão · a1 branco torre · b1 branco cavalo · c1 branco bispo · d1 branco rainha · e1 branco rei · f1 branco bispo · g1 branco cavalo · h1 branco torre | a8 preto torre · b8 preto cavalo · c8 preto bispo · d8 preto rainha · e8 preto rei · f8 preto bispo · g8 preto cavalo · h8 preto torre · a7 preto peão · b7 preto peão · c7 preto peão · d7 preto peão · e7 preto peão · f7 preto peão · g7 preto peão · h7 preto peão · a2 branco peão · b2 branco peão · c2 branco peão · d2 branco peão · e2 branco peão · f2 branco peão · g2 branco peão · h2 branco peão · a1 branco torre · b1 branco cavalo · c1 branco bispo · d1 branco rainha · e1 branco rei · f1 branco bispo · g1 branco cavalo · h1 branco torre | a8 preto torre · b8 preto cavalo · c8 preto bispo · d8 preto rainha · e8 preto rei · f8 preto bispo · g8 preto cavalo · h8 preto torre · a7 preto peão · b7 preto peão · c7 preto peão · d7 preto peão · e7 preto peão · f7 preto peão · g7 preto peão · h7 preto peão · a2 branco peão · b2 branco peão · c2 branco peão · d2 branco peão · e2 branco peão · f2 branco peão · g2 branco peão · h2 branco peão · a1 branco torre · b1 branco cavalo · c1 branco bispo · d1 branco rainha · e1 branco rei · f1 branco bispo · g1 branco cavalo · h1 branco torre | a8 preto torre · b8 preto cavalo · c8 preto bispo · d8 preto rainha · e8 preto rei · f8 preto bispo · g8 preto cavalo · h8 preto torre · a7 preto peão · b7 preto peão · c7 preto peão · d7 preto peão · e7 preto peão · f7 preto peão · g7 preto peão · h7 preto peão · a2 branco peão · b2 branco peão · c2 branco peão · d2 branco peão · e2 branco peão · f2 branco peão · g2 branco peão · h2 branco peão · a1 branco torre · b1 branco cavalo · c1 branco bispo · d1 branco rainha · e1 branco rei · f1 branco bispo · g1 branco cavalo · h1 branco torre | a8 preto torre · b8 preto cavalo · c8 preto bispo · d8 preto rainha · e8 preto rei · f8 preto bispo · g8 preto cavalo · h8 preto torre · a7 preto peão · b7 preto peão · c7 preto peão · d7 preto peão · e7 preto peão · f7 preto peão · g7 preto peão · h7 preto peão · a2 branco peão · b2 branco peão · c2 branco peão · d2 branco peão · e2 branco peão · f2 branco peão · g2 branco peão · h2 branco peão · a1 branco torre · b1 branco cavalo · c1 branco bispo · d1 branco rainha · e1 branco rei · f1 branco bispo · g1 branco cavalo · h1 branco torre | 6 |
| 5 | a8 preto torre · b8 preto cavalo · c8 preto bispo · d8 preto rainha · e8 preto rei · f8 preto bispo · g8 preto cavalo · h8 preto torre · a7 preto peão · b7 preto peão · c7 preto peão · d7 preto peão · e7 preto peão · f7 preto peão · g7 preto peão · h7 preto peão · a2 branco peão · b2 branco peão · c2 branco peão · d2 branco peão · e2 branco peão · f2 branco peão · g2 branco peão · h2 branco peão · a1 branco torre · b1 branco cavalo · c1 branco bispo · d1 branco rainha · e1 branco rei · f1 branco bispo · g1 branco cavalo · h1 branco torre | a8 preto torre · b8 preto cavalo · c8 preto bispo · d8 preto rainha · e8 preto rei · f8 preto bispo · g8 preto cavalo · h8 preto torre · a7 preto peão · b7 preto peão · c7 preto peão · d7 preto peão · e7 preto peão · f7 preto peão · g7 preto peão · h7 preto peão · a2 branco peão · b2 branco peão · c2 branco peão · d2 branco peão · e2 branco peão · f2 branco peão · g2 branco peão · h2 branco peão · a1 branco torre · b1 branco cavalo · c1 branco bispo · d1 branco rainha · e1 branco rei · f1 branco bispo · g1 branco cavalo · h1 branco torre | a8 preto torre · b8 preto cavalo · c8 preto bispo · d8 preto rainha · e8 preto rei · f8 preto bispo · g8 preto cavalo · h8 preto torre · a7 preto peão · b7 preto peão · c7 preto peão · d7 preto peão · e7 preto peão · f7 preto peão · g7 preto peão · h7 preto peão · a2 branco peão · b2 branco peão · c2 branco peão · d2 branco peão · e2 branco peão · f2 branco peão · g2 branco peão · h2 branco peão · a1 branco torre · b1 branco cavalo · c1 branco bispo · d1 branco rainha · e1 branco rei · f1 branco bispo · g1 branco cavalo · h1 branco torre | a8 preto torre · b8 preto cavalo · c8 preto bispo · d8 preto rainha · e8 preto rei · f8 preto bispo · g8 preto cavalo · h8 preto torre · a7 preto peão · b7 preto peão · c7 preto peão · d7 preto peão · e7 preto peão · f7 preto peão · g7 preto peão · h7 preto peão · a2 branco peão · b2 branco peão · c2 branco peão · d2 branco peão · e2 branco peão · f2 branco peão · g2 branco peão · h2 branco peão · a1 branco torre · b1 branco cavalo · c1 branco bispo · d1 branco rainha · e1 branco rei · f1 branco bispo · g1 branco cavalo · h1 branco torre | a8 preto torre · b8 preto cavalo · c8 preto bispo · d8 preto rainha · e8 preto rei · f8 preto bispo · g8 preto cavalo · h8 preto torre · a7 preto peão · b7 preto peão · c7 preto peão · d7 preto peão · e7 preto peão · f7 preto peão · g7 preto peão · h7 preto peão · a2 branco peão · b2 branco peão · c2 branco peão · d2 branco peão · e2 branco peão · f2 branco peão · g2 branco peão · h2 branco peão · a1 branco torre · b1 branco cavalo · c1 branco bispo · d1 branco rainha · e1 branco rei · f1 branco bispo · g1 branco cavalo · h1 branco torre | a8 preto torre · b8 preto cavalo · c8 preto bispo · d8 preto rainha · e8 preto rei · f8 preto bispo · g8 preto cavalo · h8 preto torre · a7 preto peão · b7 preto peão · c7 preto peão · d7 preto peão · e7 preto peão · f7 preto peão · g7 preto peão · h7 preto peão · a2 branco peão · b2 branco peão · c2 branco peão · d2 branco peão · e2 branco peão · f2 branco peão · g2 branco peão · h2 branco peão · a1 branco torre · b1 branco cavalo · c1 branco bispo · d1 branco rainha · e1 branco rei · f1 branco bispo · g1 branco cavalo · h1 branco torre | a8 preto torre · b8 preto cavalo · c8 preto bispo · d8 preto rainha · e8 preto rei · f8 preto bispo · g8 preto cavalo · h8 preto torre · a7 preto peão · b7 preto peão · c7 preto peão · d7 preto peão · e7 preto peão · f7 preto peão · g7 preto peão · h7 preto peão · a2 branco peão · b2 branco peão · c2 branco peão · d2 branco peão · e2 branco peão · f2 branco peão · g2 branco peão · h2 branco peão · a1 branco torre · b1 branco cavalo · c1 branco bispo · d1 branco rainha · e1 branco rei · f1 branco bispo · g1 branco cavalo · h1 branco torre | a8 preto torre · b8 preto cavalo · c8 preto bispo · d8 preto rainha · e8 preto rei · f8 preto bispo · g8 preto cavalo · h8 preto torre · a7 preto peão · b7 preto peão · c7 preto peão · d7 preto peão · e7 preto peão · f7 preto peão · g7 preto peão · h7 preto peão · a2 branco peão · b2 branco peão · c2 branco peão · d2 branco peão · e2 branco peão · f2 branco peão · g2 branco peão · h2 branco peão · a1 branco torre · b1 branco cavalo · c1 branco bispo · d1 branco rainha · e1 branco rei · f1 branco bispo · g1 branco cavalo · h1 branco torre | 5 |
| 4 | a8 preto torre · b8 preto cavalo · c8 preto bispo · d8 preto rainha · e8 preto rei · f8 preto bispo · g8 preto cavalo · h8 preto torre · a7 preto peão · b7 preto peão · c7 preto peão · d7 preto peão · e7 preto peão · f7 preto peão · g7 preto peão · h7 preto peão · a2 branco peão · b2 branco peão · c2 branco peão · d2 branco peão · e2 branco peão · f2 branco peão · g2 branco peão · h2 branco peão · a1 branco torre · b1 branco cavalo · c1 branco bispo · d1 branco rainha · e1 branco rei · f1 branco bispo · g1 branco cavalo · h1 branco torre | a8 preto torre · b8 preto cavalo · c8 preto bispo · d8 preto rainha · e8 preto rei · f8 preto bispo · g8 preto cavalo · h8 preto torre · a7 preto peão · b7 preto peão · c7 preto peão · d7 preto peão · e7 preto peão · f7 preto peão · g7 preto peão · h7 preto peão · a2 branco peão · b2 branco peão · c2 branco peão · d2 branco peão · e2 branco peão · f2 branco peão · g2 branco peão · h2 branco peão · a1 branco torre · b1 branco cavalo · c1 branco bispo · d1 branco rainha · e1 branco rei · f1 branco bispo · g1 branco cavalo · h1 branco torre | a8 preto torre · b8 preto cavalo · c8 preto bispo · d8 preto rainha · e8 preto rei · f8 preto bispo · g8 preto cavalo · h8 preto torre · a7 preto peão · b7 preto peão · c7 preto peão · d7 preto peão · e7 preto peão · f7 preto peão · g7 preto peão · h7 preto peão · a2 branco peão · b2 branco peão · c2 branco peão · d2 branco peão · e2 branco peão · f2 branco peão · g2 branco peão · h2 branco peão · a1 branco torre · b1 branco cavalo · c1 branco bispo · d1 branco rainha · e1 branco rei · f1 branco bispo · g1 branco cavalo · h1 branco torre | a8 preto torre · b8 preto cavalo · c8 preto bispo · d8 preto rainha · e8 preto rei · f8 preto bispo · g8 preto cavalo · h8 preto torre · a7 preto peão · b7 preto peão · c7 preto peão · d7 preto peão · e7 preto peão · f7 preto peão · g7 preto peão · h7 preto peão · a2 branco peão · b2 branco peão · c2 branco peão · d2 branco peão · e2 branco peão · f2 branco peão · g2 branco peão · h2 branco peão · a1 branco torre · b1 branco cavalo · c1 branco bispo · d1 branco rainha · e1 branco rei · f1 branco bispo · g1 branco cavalo · h1 branco torre | a8 preto torre · b8 preto cavalo · c8 preto bispo · d8 preto rainha · e8 preto rei · f8 preto bispo · g8 preto cavalo · h8 preto torre · a7 preto peão · b7 preto peão · c7 preto peão · d7 preto peão · e7 preto peão · f7 preto peão · g7 preto peão · h7 preto peão · a2 branco peão · b2 branco peão · c2 branco peão · d2 branco peão · e2 branco peão · f2 branco peão · g2 branco peão · h2 branco peão · a1 branco torre · b1 branco cavalo · c1 branco bispo · d1 branco rainha · e1 branco rei · f1 branco bispo · g1 branco cavalo · h1 branco torre | a8 preto torre · b8 preto cavalo · c8 preto bispo · d8 preto rainha · e8 preto rei · f8 preto bispo · g8 preto cavalo · h8 preto torre · a7 preto peão · b7 preto peão · c7 preto peão · d7 preto peão · e7 preto peão · f7 preto peão · g7 preto peão · h7 preto peão · a2 branco peão · b2 branco peão · c2 branco peão · d2 branco peão · e2 branco peão · f2 branco peão · g2 branco peão · h2 branco peão · a1 branco torre · b1 branco cavalo · c1 branco bispo · d1 branco rainha · e1 branco rei · f1 branco bispo · g1 branco cavalo · h1 branco torre | a8 preto torre · b8 preto cavalo · c8 preto bispo · d8 preto rainha · e8 preto rei · f8 preto bispo · g8 preto cavalo · h8 preto torre · a7 preto peão · b7 preto peão · c7 preto peão · d7 preto peão · e7 preto peão · f7 preto peão · g7 preto peão · h7 preto peão · a2 branco peão · b2 branco peão · c2 branco peão · d2 branco peão · e2 branco peão · f2 branco peão · g2 branco peão · h2 branco peão · a1 branco torre · b1 branco cavalo · c1 branco bispo · d1 branco rainha · e1 branco rei · f1 branco bispo · g1 branco cavalo · h1 branco torre | a8 preto torre · b8 preto cavalo · c8 preto bispo · d8 preto rainha · e8 preto rei · f8 preto bispo · g8 preto cavalo · h8 preto torre · a7 preto peão · b7 preto peão · c7 preto peão · d7 preto peão · e7 preto peão · f7 preto peão · g7 preto peão · h7 preto peão · a2 branco peão · b2 branco peão · c2 branco peão · d2 branco peão · e2 branco peão · f2 branco peão · g2 branco peão · h2 branco peão · a1 branco torre · b1 branco cavalo · c1 branco bispo · d1 branco rainha · e1 branco rei · f1 branco bispo · g1 branco cavalo · h1 branco torre | 4 |
| 3 | a8 preto torre · b8 preto cavalo · c8 preto bispo · d8 preto rainha · e8 preto rei · f8 preto bispo · g8 preto cavalo · h8 preto torre · a7 preto peão · b7 preto peão · c7 preto peão · d7 preto peão · e7 preto peão · f7 preto peão · g7 preto peão · h7 preto peão · a2 branco peão · b2 branco peão · c2 branco peão · d2 branco peão · e2 branco peão · f2 branco peão · g2 branco peão · h2 branco peão · a1 branco torre · b1 branco cavalo · c1 branco bispo · d1 branco rainha · e1 branco rei · f1 branco bispo · g1 branco cavalo · h1 branco torre | a8 preto torre · b8 preto cavalo · c8 preto bispo · d8 preto rainha · e8 preto rei · f8 preto bispo · g8 preto cavalo · h8 preto torre · a7 preto peão · b7 preto peão · c7 preto peão · d7 preto peão · e7 preto peão · f7 preto peão · g7 preto peão · h7 preto peão · a2 branco peão · b2 branco peão · c2 branco peão · d2 branco peão · e2 branco peão · f2 branco peão · g2 branco peão · h2 branco peão · a1 branco torre · b1 branco cavalo · c1 branco bispo · d1 branco rainha · e1 branco rei · f1 branco bispo · g1 branco cavalo · h1 branco torre | a8 preto torre · b8 preto cavalo · c8 preto bispo · d8 preto rainha · e8 preto rei · f8 preto bispo · g8 preto cavalo · h8 preto torre · a7 preto peão · b7 preto peão · c7 preto peão · d7 preto peão · e7 preto peão · f7 preto peão · g7 preto peão · h7 preto peão · a2 branco peão · b2 branco peão · c2 branco peão · d2 branco peão · e2 branco peão · f2 branco peão · g2 branco peão · h2 branco peão · a1 branco torre · b1 branco cavalo · c1 branco bispo · d1 branco rainha · e1 branco rei · f1 branco bispo · g1 branco cavalo · h1 branco torre | a8 preto torre · b8 preto cavalo · c8 preto bispo · d8 preto rainha · e8 preto rei · f8 preto bispo · g8 preto cavalo · h8 preto torre · a7 preto peão · b7 preto peão · c7 preto peão · d7 preto peão · e7 preto peão · f7 preto peão · g7 preto peão · h7 preto peão · a2 branco peão · b2 branco peão · c2 branco peão · d2 branco peão · e2 branco peão · f2 branco peão · g2 branco peão · h2 branco peão · a1 branco torre · b1 branco cavalo · c1 branco bispo · d1 branco rainha · e1 branco rei · f1 branco bispo · g1 branco cavalo · h1 branco torre | a8 preto torre · b8 preto cavalo · c8 preto bispo · d8 preto rainha · e8 preto rei · f8 preto bispo · g8 preto cavalo · h8 preto torre · a7 preto peão · b7 preto peão · c7 preto peão · d7 preto peão · e7 preto peão · f7 preto peão · g7 preto peão · h7 preto peão · a2 branco peão · b2 branco peão · c2 branco peão · d2 branco peão · e2 branco peão · f2 branco peão · g2 branco peão · h2 branco peão · a1 branco torre · b1 branco cavalo · c1 branco bispo · d1 branco rainha · e1 branco rei · f1 branco bispo · g1 branco cavalo · h1 branco torre | a8 preto torre · b8 preto cavalo · c8 preto bispo · d8 preto rainha · e8 preto rei · f8 preto bispo · g8 preto cavalo · h8 preto torre · a7 preto peão · b7 preto peão · c7 preto peão · d7 preto peão · e7 preto peão · f7 preto peão · g7 preto peão · h7 preto peão · a2 branco peão · b2 branco peão · c2 branco peão · d2 branco peão · e2 branco peão · f2 branco peão · g2 branco peão · h2 branco peão · a1 branco torre · b1 branco cavalo · c1 branco bispo · d1 branco rainha · e1 branco rei · f1 branco bispo · g1 branco cavalo · h1 branco torre | a8 preto torre · b8 preto cavalo · c8 preto bispo · d8 preto rainha · e8 preto rei · f8 preto bispo · g8 preto cavalo · h8 preto torre · a7 preto peão · b7 preto peão · c7 preto peão · d7 preto peão · e7 preto peão · f7 preto peão · g7 preto peão · h7 preto peão · a2 branco peão · b2 branco peão · c2 branco peão · d2 branco peão · e2 branco peão · f2 branco peão · g2 branco peão · h2 branco peão · a1 branco torre · b1 branco cavalo · c1 branco bispo · d1 branco rainha · e1 branco rei · f1 branco bispo · g1 branco cavalo · h1 branco torre | a8 preto torre · b8 preto cavalo · c8 preto bispo · d8 preto rainha · e8 preto rei · f8 preto bispo · g8 preto cavalo · h8 preto torre · a7 preto peão · b7 preto peão · c7 preto peão · d7 preto peão · e7 preto peão · f7 preto peão · g7 preto peão · h7 preto peão · a2 branco peão · b2 branco peão · c2 branco peão · d2 branco peão · e2 branco peão · f2 branco peão · g2 branco peão · h2 branco peão · a1 branco torre · b1 branco cavalo · c1 branco bispo · d1 branco rainha · e1 branco rei · f1 branco bispo · g1 branco cavalo · h1 branco torre | 3 |
| 2 | a8 preto torre · b8 preto cavalo · c8 preto bispo · d8 preto rainha · e8 preto rei · f8 preto bispo · g8 preto cavalo · h8 preto torre · a7 preto peão · b7 preto peão · c7 preto peão · d7 preto peão · e7 preto peão · f7 preto peão · g7 preto peão · h7 preto peão · a2 branco peão · b2 branco peão · c2 branco peão · d2 branco peão · e2 branco peão · f2 branco peão · g2 branco peão · h2 branco peão · a1 branco torre · b1 branco cavalo · c1 branco bispo · d1 branco rainha · e1 branco rei · f1 branco bispo · g1 branco cavalo · h1 branco torre | a8 preto torre · b8 preto cavalo · c8 preto bispo · d8 preto rainha · e8 preto rei · f8 preto bispo · g8 preto cavalo · h8 preto torre · a7 preto peão · b7 preto peão · c7 preto peão · d7 preto peão · e7 preto peão · f7 preto peão · g7 preto peão · h7 preto peão · a2 branco peão · b2 branco peão · c2 branco peão · d2 branco peão · e2 branco peão · f2 branco peão · g2 branco peão · h2 branco peão · a1 branco torre · b1 branco cavalo · c1 branco bispo · d1 branco rainha · e1 branco rei · f1 branco bispo · g1 branco cavalo · h1 branco torre | a8 preto torre · b8 preto cavalo · c8 preto bispo · d8 preto rainha · e8 preto rei · f8 preto bispo · g8 preto cavalo · h8 preto torre · a7 preto peão · b7 preto peão · c7 preto peão · d7 preto peão · e7 preto peão · f7 preto peão · g7 preto peão · h7 preto peão · a2 branco peão · b2 branco peão · c2 branco peão · d2 branco peão · e2 branco peão · f2 branco peão · g2 branco peão · h2 branco peão · a1 branco torre · b1 branco cavalo · c1 branco bispo · d1 branco rainha · e1 branco rei · f1 branco bispo · g1 branco cavalo · h1 branco torre | a8 preto torre · b8 preto cavalo · c8 preto bispo · d8 preto rainha · e8 preto rei · f8 preto bispo · g8 preto cavalo · h8 preto torre · a7 preto peão · b7 preto peão · c7 preto peão · d7 preto peão · e7 preto peão · f7 preto peão · g7 preto peão · h7 preto peão · a2 branco peão · b2 branco peão · c2 branco peão · d2 branco peão · e2 branco peão · f2 branco peão · g2 branco peão · h2 branco peão · a1 branco torre · b1 branco cavalo · c1 branco bispo · d1 branco rainha · e1 branco rei · f1 branco bispo · g1 branco cavalo · h1 branco torre | a8 preto torre · b8 preto cavalo · c8 preto bispo · d8 preto rainha · e8 preto rei · f8 preto bispo · g8 preto cavalo · h8 preto torre · a7 preto peão · b7 preto peão · c7 preto peão · d7 preto peão · e7 preto peão · f7 preto peão · g7 preto peão · h7 preto peão · a2 branco peão · b2 branco peão · c2 branco peão · d2 branco peão · e2 branco peão · f2 branco peão · g2 branco peão · h2 branco peão · a1 branco torre · b1 branco cavalo · c1 branco bispo · d1 branco rainha · e1 branco rei · f1 branco bispo · g1 branco cavalo · h1 branco torre | a8 preto torre · b8 preto cavalo · c8 preto bispo · d8 preto rainha · e8 preto rei · f8 preto bispo · g8 preto cavalo · h8 preto torre · a7 preto peão · b7 preto peão · c7 preto peão · d7 preto peão · e7 preto peão · f7 preto peão · g7 preto peão · h7 preto peão · a2 branco peão · b2 branco peão · c2 branco peão · d2 branco peão · e2 branco peão · f2 branco peão · g2 branco peão · h2 branco peão · a1 branco torre · b1 branco cavalo · c1 branco bispo · d1 branco rainha · e1 branco rei · f1 branco bispo · g1 branco cavalo · h1 branco torre | a8 preto torre · b8 preto cavalo · c8 preto bispo · d8 preto rainha · e8 preto rei · f8 preto bispo · g8 preto cavalo · h8 preto torre · a7 preto peão · b7 preto peão · c7 preto peão · d7 preto peão · e7 preto peão · f7 preto peão · g7 preto peão · h7 preto peão · a2 branco peão · b2 branco peão · c2 branco peão · d2 branco peão · e2 branco peão · f2 branco peão · g2 branco peão · h2 branco peão · a1 branco torre · b1 branco cavalo · c1 branco bispo · d1 branco rainha · e1 branco rei · f1 branco bispo · g1 branco cavalo · h1 branco torre | a8 preto torre · b8 preto cavalo · c8 preto bispo · d8 preto rainha · e8 preto rei · f8 preto bispo · g8 preto cavalo · h8 preto torre · a7 preto peão · b7 preto peão · c7 preto peão · d7 preto peão · e7 preto peão · f7 preto peão · g7 preto peão · h7 preto peão · a2 branco peão · b2 branco peão · c2 branco peão · d2 branco peão · e2 branco peão · f2 branco peão · g2 branco peão · h2 branco peão · a1 branco torre · b1 branco cavalo · c1 branco bispo · d1 branco rainha · e1 branco rei · f1 branco bispo · g1 branco cavalo · h1 branco torre | 2 |
| 1 | a8 preto torre · b8 preto cavalo · c8 preto bispo · d8 preto rainha · e8 preto rei · f8 preto bispo · g8 preto cavalo · h8 preto torre · a7 preto peão · b7 preto peão · c7 preto peão · d7 preto peão · e7 preto peão · f7 preto peão · g7 preto peão · h7 preto peão · a2 branco peão · b2 branco peão · c2 branco peão · d2 branco peão · e2 branco peão · f2 branco peão · g2 branco peão · h2 branco peão · a1 branco torre · b1 branco cavalo · c1 branco bispo · d1 branco rainha · e1 branco rei · f1 branco bispo · g1 branco cavalo · h1 branco torre | a8 preto torre · b8 preto cavalo · c8 preto bispo · d8 preto rainha · e8 preto rei · f8 preto bispo · g8 preto cavalo · h8 preto torre · a7 preto peão · b7 preto peão · c7 preto peão · d7 preto peão · e7 preto peão · f7 preto peão · g7 preto peão · h7 preto peão · a2 branco peão · b2 branco peão · c2 branco peão · d2 branco peão · e2 branco peão · f2 branco peão · g2 branco peão · h2 branco peão · a1 branco torre · b1 branco cavalo · c1 branco bispo · d1 branco rainha · e1 branco rei · f1 branco bispo · g1 branco cavalo · h1 branco torre | a8 preto torre · b8 preto cavalo · c8 preto bispo · d8 preto rainha · e8 preto rei · f8 preto bispo · g8 preto cavalo · h8 preto torre · a7 preto peão · b7 preto peão · c7 preto peão · d7 preto peão · e7 preto peão · f7 preto peão · g7 preto peão · h7 preto peão · a2 branco peão · b2 branco peão · c2 branco peão · d2 branco peão · e2 branco peão · f2 branco peão · g2 branco peão · h2 branco peão · a1 branco torre · b1 branco cavalo · c1 branco bispo · d1 branco rainha · e1 branco rei · f1 branco bispo · g1 branco cavalo · h1 branco torre | a8 preto torre · b8 preto cavalo · c8 preto bispo · d8 preto rainha · e8 preto rei · f8 preto bispo · g8 preto cavalo · h8 preto torre · a7 preto peão · b7 preto peão · c7 preto peão · d7 preto peão · e7 preto peão · f7 preto peão · g7 preto peão · h7 preto peão · a2 branco peão · b2 branco peão · c2 branco peão · d2 branco peão · e2 branco peão · f2 branco peão · g2 branco peão · h2 branco peão · a1 branco torre · b1 branco cavalo · c1 branco bispo · d1 branco rainha · e1 branco rei · f1 branco bispo · g1 branco cavalo · h1 branco torre | a8 preto torre · b8 preto cavalo · c8 preto bispo · d8 preto rainha · e8 preto rei · f8 preto bispo · g8 preto cavalo · h8 preto torre · a7 preto peão · b7 preto peão · c7 preto peão · d7 preto peão · e7 preto peão · f7 preto peão · g7 preto peão · h7 preto peão · a2 branco peão · b2 branco peão · c2 branco peão · d2 branco peão · e2 branco peão · f2 branco peão · g2 branco peão · h2 branco peão · a1 branco torre · b1 branco cavalo · c1 branco bispo · d1 branco rainha · e1 branco rei · f1 branco bispo · g1 branco cavalo · h1 branco torre | a8 preto torre · b8 preto cavalo · c8 preto bispo · d8 preto rainha · e8 preto rei · f8 preto bispo · g8 preto cavalo · h8 preto torre · a7 preto peão · b7 preto peão · c7 preto peão · d7 preto peão · e7 preto peão · f7 preto peão · g7 preto peão · h7 preto peão · a2 branco peão · b2 branco peão · c2 branco peão · d2 branco peão · e2 branco peão · f2 branco peão · g2 branco peão · h2 branco peão · a1 branco torre · b1 branco cavalo · c1 branco bispo · d1 branco rainha · e1 branco rei · f1 branco bispo · g1 branco cavalo · h1 branco torre | a8 preto torre · b8 preto cavalo · c8 preto bispo · d8 preto rainha · e8 preto rei · f8 preto bispo · g8 preto cavalo · h8 preto torre · a7 preto peão · b7 preto peão · c7 preto peão · d7 preto peão · e7 preto peão · f7 preto peão · g7 preto peão · h7 preto peão · a2 branco peão · b2 branco peão · c2 branco peão · d2 branco peão · e2 branco peão · f2 branco peão · g2 branco peão · h2 branco peão · a1 branco torre · b1 branco cavalo · c1 branco bispo · d1 branco rainha · e1 branco rei · f1 branco bispo · g1 branco cavalo · h1 branco torre | a8 preto torre · b8 preto cavalo · c8 preto bispo · d8 preto rainha · e8 preto rei · f8 preto bispo · g8 preto cavalo · h8 preto torre · a7 preto peão · b7 preto peão · c7 preto peão · d7 preto peão · e7 preto peão · f7 preto peão · g7 preto peão · h7 preto peão · a2 branco peão · b2 branco peão · c2 branco peão · d2 branco peão · e2 branco peão · f2 branco peão · g2 branco peão · h2 branco peão · a1 branco torre · b1 branco cavalo · c1 branco bispo · d1 branco rainha · e1 branco rei · f1 branco bispo · g1 branco cavalo · h1 branco torre | 1 |
|   | a | b | c | d | e | f | g | h |   |

O xadrez é disputado sobre um tabuleiro dividido em 64 casas de cores alternadas. Não importando efetivamente as cores das casas, as de coloração mais claras são denominadas "brancas" e as de coloração mais escuras "pretas". O tabuleiro deve ser posicionado de modo que a casa no canto inferior direito do jogador seja de cor branca. Cada jogador dispõe de 16 peças que são dispostas sobre o tabuleiro conforme a figura ao lado. Frases mnemônicas como Dama na sua cor e Branca na direita são utilizadas entre iniciantes para lembrar da posição correta das peças e do tabuleiro.
| Peça       | Rei | Dama | Torre | Bispo | Cavalo | Peão |
| ---------- | --- | ---- | ----- | ----- | ------ | ---- |
| Quantidade | 1   | 1    | 2     | 2     | 2      | 8    |
| Símbolo    |     |      |       |       |        |      |

## Condução do jogo
Por convenção, o jogador com as peças brancas inicia a partida e a partir de então os movimentos são alternados. O jogador é obrigado a realizar um movimento não sendo possível passar a vez mesmo que isso seja desvantajoso (zugzwang). A partida continua até que um jogador aplique o xeque-mate, isto é, ameaça a captura do Rei adversário de tal modo que este não consegue escapar ou impedir o ataque, ou um dos jogadores abandone a partida, ou o empate seja declarado. Adicionalmente, se um jogo é disputado sob o controle do tempo o jogador que exceder seu tempo automaticamente perde.
As regras oficiais não estabelecem procedimento para determinar quem jogará com as peças brancas. Esta decisão é deixada em aberto para as regras específicas do torneio ou, em caso de uma partida não-competitiva, por acordo mútuo entre os jogadores no qual algum tipo de sorteio eventualmente pode ser empregado.

## Movimento e captura das peças
Todas as peças (com exceção do cavalo), independente de quantas casas andem, têm seu raio de ação limitado pelas outras peças, amigas ou inimigas. Caso uma peça amiga esteja em seu caminho, ela não poderá parar na casa desta peça amiga, ou em qualquer outra casa que, para chegar nela, deve passar pela casa ocupada. No caso de uma peça inimiga, ainda não é permitido chegar em uma casa passando pela casa ocupada, porém, é possível capturar a peça adversária, removendo-a de jogo e posicionando a peça captora na casa que a peça inimiga ocupava.
- A Torre se movimenta nas direções ortogonais, isto é, pelas linhas (horizontais) e colunas (verticais), não podendo se mover pelas diagonais. Ela pode mover quantas casas desejar pelas colunas e linhas, porém, apenas em um sentido em cada jogada.
- O Bispo se movimenta nas direções diagonais, ou seja, na direção das casas da mesma cor. Ele pode mover quantas casas desejar pelas diagonais, porém, apenas em um sentido (cada jogada), existe o bispo da casa preta e o bispo da casa branca, e os mesmos não podem mudar de cor durante o jogo.
- A Dama ou Rainha é a peça mais poderosa, pois pode movimentar-se quantas casas quiser ou puder, na diagonal, vertical ou horizontal, porém, apenas em um sentido em cada jogada, a dama anda com os movimentos de todas as outras peças (exceto o cavalo), andando quantas casas quiser.
- O Rei pode se mover em todas as direções somente uma casa de cada vez, desde que o movimento não seja para uma casa ameaçada por uma peça adversária. O rei também pode capturar qualquer peça adversária, desde que a mesma não tenha outra peça defendendo-a. Um Rei nunca poderá dar xeque a outro Rei.
- O movimento do Cavalo é em "forma de L", ou seja, anda duas casas na horizontal ou vertical e depois uma casa na vertical ou horizontal, ou vice-versa. O cavalo pode saltar sobre qualquer peça sua ou do adversário. A captura ocorre quando uma peça adversária se encontra na casa final do movimento realizado pelo cavalo.
- O Peão move-se em coluna (vertical) somente para a frente e uma casa, nunca para trás. Quando um peão alcança a última fileira do tabuleiro (fileira 8 para as brancas ou 1 para as pretas) ele é promovido, tornando-se uma Torre, Bispo, Cavalo ou Dama, conforme o desejo do jogador.

Cada peão, em seu primeiro movimento, pode optar por mover uma ou duas casas, desde que exista esta opção (casas livres à sua frente). 
O movimento de captura do peão é diferente da forma com que ele movimenta-se, ou seja, a captura é feita em diagonal, podendo capturar a peça que se encontra na diagonal próxima, à frente. Se um peão encontrar uma peça adversária à sua frente, ele ficará impedido de se mover até que apareça uma peça adversária em sua diagonal para ser capturada.
|   | a | b | c | d | e | f | g | h |   |
| 8 | d8 black circle · e8 preto rei · f8 black circle · d7 black circle · e7 black circle · f7 black circle · b4 black circle · c4 black circle · d4 black circle · b3 black circle · c3 branco rei · d3 black circle · b2 black circle · c2 black circle · d2 black circle | d8 black circle · e8 preto rei · f8 black circle · d7 black circle · e7 black circle · f7 black circle · b4 black circle · c4 black circle · d4 black circle · b3 black circle · c3 branco rei · d3 black circle · b2 black circle · c2 black circle · d2 black circle | d8 black circle · e8 preto rei · f8 black circle · d7 black circle · e7 black circle · f7 black circle · b4 black circle · c4 black circle · d4 black circle · b3 black circle · c3 branco rei · d3 black circle · b2 black circle · c2 black circle · d2 black circle | d8 black circle · e8 preto rei · f8 black circle · d7 black circle · e7 black circle · f7 black circle · b4 black circle · c4 black circle · d4 black circle · b3 black circle · c3 branco rei · d3 black circle · b2 black circle · c2 black circle · d2 black circle | d8 black circle · e8 preto rei · f8 black circle · d7 black circle · e7 black circle · f7 black circle · b4 black circle · c4 black circle · d4 black circle · b3 black circle · c3 branco rei · d3 black circle · b2 black circle · c2 black circle · d2 black circle | d8 black circle · e8 preto rei · f8 black circle · d7 black circle · e7 black circle · f7 black circle · b4 black circle · c4 black circle · d4 black circle · b3 black circle · c3 branco rei · d3 black circle · b2 black circle · c2 black circle · d2 black circle | d8 black circle · e8 preto rei · f8 black circle · d7 black circle · e7 black circle · f7 black circle · b4 black circle · c4 black circle · d4 black circle · b3 black circle · c3 branco rei · d3 black circle · b2 black circle · c2 black circle · d2 black circle | d8 black circle · e8 preto rei · f8 black circle · d7 black circle · e7 black circle · f7 black circle · b4 black circle · c4 black circle · d4 black circle · b3 black circle · c3 branco rei · d3 black circle · b2 black circle · c2 black circle · d2 black circle | 8 |
| 7 | d8 black circle · e8 preto rei · f8 black circle · d7 black circle · e7 black circle · f7 black circle · b4 black circle · c4 black circle · d4 black circle · b3 black circle · c3 branco rei · d3 black circle · b2 black circle · c2 black circle · d2 black circle | d8 black circle · e8 preto rei · f8 black circle · d7 black circle · e7 black circle · f7 black circle · b4 black circle · c4 black circle · d4 black circle · b3 black circle · c3 branco rei · d3 black circle · b2 black circle · c2 black circle · d2 black circle | d8 black circle · e8 preto rei · f8 black circle · d7 black circle · e7 black circle · f7 black circle · b4 black circle · c4 black circle · d4 black circle · b3 black circle · c3 branco rei · d3 black circle · b2 black circle · c2 black circle · d2 black circle | d8 black circle · e8 preto rei · f8 black circle · d7 black circle · e7 black circle · f7 black circle · b4 black circle · c4 black circle · d4 black circle · b3 black circle · c3 branco rei · d3 black circle · b2 black circle · c2 black circle · d2 black circle | d8 black circle · e8 preto rei · f8 black circle · d7 black circle · e7 black circle · f7 black circle · b4 black circle · c4 black circle · d4 black circle · b3 black circle · c3 branco rei · d3 black circle · b2 black circle · c2 black circle · d2 black circle | d8 black circle · e8 preto rei · f8 black circle · d7 black circle · e7 black circle · f7 black circle · b4 black circle · c4 black circle · d4 black circle · b3 black circle · c3 branco rei · d3 black circle · b2 black circle · c2 black circle · d2 black circle | d8 black circle · e8 preto rei · f8 black circle · d7 black circle · e7 black circle · f7 black circle · b4 black circle · c4 black circle · d4 black circle · b3 black circle · c3 branco rei · d3 black circle · b2 black circle · c2 black circle · d2 black circle | d8 black circle · e8 preto rei · f8 black circle · d7 black circle · e7 black circle · f7 black circle · b4 black circle · c4 black circle · d4 black circle · b3 black circle · c3 branco rei · d3 black circle · b2 black circle · c2 black circle · d2 black circle | 7 |
| 6 | d8 black circle · e8 preto rei · f8 black circle · d7 black circle · e7 black circle · f7 black circle · b4 black circle · c4 black circle · d4 black circle · b3 black circle · c3 branco rei · d3 black circle · b2 black circle · c2 black circle · d2 black circle | d8 black circle · e8 preto rei · f8 black circle · d7 black circle · e7 black circle · f7 black circle · b4 black circle · c4 black circle · d4 black circle · b3 black circle · c3 branco rei · d3 black circle · b2 black circle · c2 black circle · d2 black circle | d8 black circle · e8 preto rei · f8 black circle · d7 black circle · e7 black circle · f7 black circle · b4 black circle · c4 black circle · d4 black circle · b3 black circle · c3 branco rei · d3 black circle · b2 black circle · c2 black circle · d2 black circle | d8 black circle · e8 preto rei · f8 black circle · d7 black circle · e7 black circle · f7 black circle · b4 black circle · c4 black circle · d4 black circle · b3 black circle · c3 branco rei · d3 black circle · b2 black circle · c2 black circle · d2 black circle | d8 black circle · e8 preto rei · f8 black circle · d7 black circle · e7 black circle · f7 black circle · b4 black circle · c4 black circle · d4 black circle · b3 black circle · c3 branco rei · d3 black circle · b2 black circle · c2 black circle · d2 black circle | d8 black circle · e8 preto rei · f8 black circle · d7 black circle · e7 black circle · f7 black circle · b4 black circle · c4 black circle · d4 black circle · b3 black circle · c3 branco rei · d3 black circle · b2 black circle · c2 black circle · d2 black circle | d8 black circle · e8 preto rei · f8 black circle · d7 black circle · e7 black circle · f7 black circle · b4 black circle · c4 black circle · d4 black circle · b3 black circle · c3 branco rei · d3 black circle · b2 black circle · c2 black circle · d2 black circle | d8 black circle · e8 preto rei · f8 black circle · d7 black circle · e7 black circle · f7 black circle · b4 black circle · c4 black circle · d4 black circle · b3 black circle · c3 branco rei · d3 black circle · b2 black circle · c2 black circle · d2 black circle | 6 |
| 5 | d8 black circle · e8 preto rei · f8 black circle · d7 black circle · e7 black circle · f7 black circle · b4 black circle · c4 black circle · d4 black circle · b3 black circle · c3 branco rei · d3 black circle · b2 black circle · c2 black circle · d2 black circle | d8 black circle · e8 preto rei · f8 black circle · d7 black circle · e7 black circle · f7 black circle · b4 black circle · c4 black circle · d4 black circle · b3 black circle · c3 branco rei · d3 black circle · b2 black circle · c2 black circle · d2 black circle | d8 black circle · e8 preto rei · f8 black circle · d7 black circle · e7 black circle · f7 black circle · b4 black circle · c4 black circle · d4 black circle · b3 black circle · c3 branco rei · d3 black circle · b2 black circle · c2 black circle · d2 black circle | d8 black circle · e8 preto rei · f8 black circle · d7 black circle · e7 black circle · f7 black circle · b4 black circle · c4 black circle · d4 black circle · b3 black circle · c3 branco rei · d3 black circle · b2 black circle · c2 black circle · d2 black circle | d8 black circle · e8 preto rei · f8 black circle · d7 black circle · e7 black circle · f7 black circle · b4 black circle · c4 black circle · d4 black circle · b3 black circle · c3 branco rei · d3 black circle · b2 black circle · c2 black circle · d2 black circle | d8 black circle · e8 preto rei · f8 black circle · d7 black circle · e7 black circle · f7 black circle · b4 black circle · c4 black circle · d4 black circle · b3 black circle · c3 branco rei · d3 black circle · b2 black circle · c2 black circle · d2 black circle | d8 black circle · e8 preto rei · f8 black circle · d7 black circle · e7 black circle · f7 black circle · b4 black circle · c4 black circle · d4 black circle · b3 black circle · c3 branco rei · d3 black circle · b2 black circle · c2 black circle · d2 black circle | d8 black circle · e8 preto rei · f8 black circle · d7 black circle · e7 black circle · f7 black circle · b4 black circle · c4 black circle · d4 black circle · b3 black circle · c3 branco rei · d3 black circle · b2 black circle · c2 black circle · d2 black circle | 5 |
| 4 | d8 black circle · e8 preto rei · f8 black circle · d7 black circle · e7 black circle · f7 black circle · b4 black circle · c4 black circle · d4 black circle · b3 black circle · c3 branco rei · d3 black circle · b2 black circle · c2 black circle · d2 black circle | d8 black circle · e8 preto rei · f8 black circle · d7 black circle · e7 black circle · f7 black circle · b4 black circle · c4 black circle · d4 black circle · b3 black circle · c3 branco rei · d3 black circle · b2 black circle · c2 black circle · d2 black circle | d8 black circle · e8 preto rei · f8 black circle · d7 black circle · e7 black circle · f7 black circle · b4 black circle · c4 black circle · d4 black circle · b3 black circle · c3 branco rei · d3 black circle · b2 black circle · c2 black circle · d2 black circle | d8 black circle · e8 preto rei · f8 black circle · d7 black circle · e7 black circle · f7 black circle · b4 black circle · c4 black circle · d4 black circle · b3 black circle · c3 branco rei · d3 black circle · b2 black circle · c2 black circle · d2 black circle | d8 black circle · e8 preto rei · f8 black circle · d7 black circle · e7 black circle · f7 black circle · b4 black circle · c4 black circle · d4 black circle · b3 black circle · c3 branco rei · d3 black circle · b2 black circle · c2 black circle · d2 black circle | d8 black circle · e8 preto rei · f8 black circle · d7 black circle · e7 black circle · f7 black circle · b4 black circle · c4 black circle · d4 black circle · b3 black circle · c3 branco rei · d3 black circle · b2 black circle · c2 black circle · d2 black circle | d8 black circle · e8 preto rei · f8 black circle · d7 black circle · e7 black circle · f7 black circle · b4 black circle · c4 black circle · d4 black circle · b3 black circle · c3 branco rei · d3 black circle · b2 black circle · c2 black circle · d2 black circle | d8 black circle · e8 preto rei · f8 black circle · d7 black circle · e7 black circle · f7 black circle · b4 black circle · c4 black circle · d4 black circle · b3 black circle · c3 branco rei · d3 black circle · b2 black circle · c2 black circle · d2 black circle | 4 |
| 3 | d8 black circle · e8 preto rei · f8 black circle · d7 black circle · e7 black circle · f7 black circle · b4 black circle · c4 black circle · d4 black circle · b3 black circle · c3 branco rei · d3 black circle · b2 black circle · c2 black circle · d2 black circle | d8 black circle · e8 preto rei · f8 black circle · d7 black circle · e7 black circle · f7 black circle · b4 black circle · c4 black circle · d4 black circle · b3 black circle · c3 branco rei · d3 black circle · b2 black circle · c2 black circle · d2 black circle | d8 black circle · e8 preto rei · f8 black circle · d7 black circle · e7 black circle · f7 black circle · b4 black circle · c4 black circle · d4 black circle · b3 black circle · c3 branco rei · d3 black circle · b2 black circle · c2 black circle · d2 black circle | d8 black circle · e8 preto rei · f8 black circle · d7 black circle · e7 black circle · f7 black circle · b4 black circle · c4 black circle · d4 black circle · b3 black circle · c3 branco rei · d3 black circle · b2 black circle · c2 black circle · d2 black circle | d8 black circle · e8 preto rei · f8 black circle · d7 black circle · e7 black circle · f7 black circle · b4 black circle · c4 black circle · d4 black circle · b3 black circle · c3 branco rei · d3 black circle · b2 black circle · c2 black circle · d2 black circle | d8 black circle · e8 preto rei · f8 black circle · d7 black circle · e7 black circle · f7 black circle · b4 black circle · c4 black circle · d4 black circle · b3 black circle · c3 branco rei · d3 black circle · b2 black circle · c2 black circle · d2 black circle | d8 black circle · e8 preto rei · f8 black circle · d7 black circle · e7 black circle · f7 black circle · b4 black circle · c4 black circle · d4 black circle · b3 black circle · c3 branco rei · d3 black circle · b2 black circle · c2 black circle · d2 black circle | d8 black circle · e8 preto rei · f8 black circle · d7 black circle · e7 black circle · f7 black circle · b4 black circle · c4 black circle · d4 black circle · b3 black circle · c3 branco rei · d3 black circle · b2 black circle · c2 black circle · d2 black circle | 3 |
| 2 | d8 black circle · e8 preto rei · f8 black circle · d7 black circle · e7 black circle · f7 black circle · b4 black circle · c4 black circle · d4 black circle · b3 black circle · c3 branco rei · d3 black circle · b2 black circle · c2 black circle · d2 black circle | d8 black circle · e8 preto rei · f8 black circle · d7 black circle · e7 black circle · f7 black circle · b4 black circle · c4 black circle · d4 black circle · b3 black circle · c3 branco rei · d3 black circle · b2 black circle · c2 black circle · d2 black circle | d8 black circle · e8 preto rei · f8 black circle · d7 black circle · e7 black circle · f7 black circle · b4 black circle · c4 black circle · d4 black circle · b3 black circle · c3 branco rei · d3 black circle · b2 black circle · c2 black circle · d2 black circle | d8 black circle · e8 preto rei · f8 black circle · d7 black circle · e7 black circle · f7 black circle · b4 black circle · c4 black circle · d4 black circle · b3 black circle · c3 branco rei · d3 black circle · b2 black circle · c2 black circle · d2 black circle | d8 black circle · e8 preto rei · f8 black circle · d7 black circle · e7 black circle · f7 black circle · b4 black circle · c4 black circle · d4 black circle · b3 black circle · c3 branco rei · d3 black circle · b2 black circle · c2 black circle · d2 black circle | d8 black circle · e8 preto rei · f8 black circle · d7 black circle · e7 black circle · f7 black circle · b4 black circle · c4 black circle · d4 black circle · b3 black circle · c3 branco rei · d3 black circle · b2 black circle · c2 black circle · d2 black circle | d8 black circle · e8 preto rei · f8 black circle · d7 black circle · e7 black circle · f7 black circle · b4 black circle · c4 black circle · d4 black circle · b3 black circle · c3 branco rei · d3 black circle · b2 black circle · c2 black circle · d2 black circle | d8 black circle · e8 preto rei · f8 black circle · d7 black circle · e7 black circle · f7 black circle · b4 black circle · c4 black circle · d4 black circle · b3 black circle · c3 branco rei · d3 black circle · b2 black circle · c2 black circle · d2 black circle | 2 |
| 1 | d8 black circle · e8 preto rei · f8 black circle · d7 black circle · e7 black circle · f7 black circle · b4 black circle · c4 black circle · d4 black circle · b3 black circle · c3 branco rei · d3 black circle · b2 black circle · c2 black circle · d2 black circle | d8 black circle · e8 preto rei · f8 black circle · d7 black circle · e7 black circle · f7 black circle · b4 black circle · c4 black circle · d4 black circle · b3 black circle · c3 branco rei · d3 black circle · b2 black circle · c2 black circle · d2 black circle | d8 black circle · e8 preto rei · f8 black circle · d7 black circle · e7 black circle · f7 black circle · b4 black circle · c4 black circle · d4 black circle · b3 black circle · c3 branco rei · d3 black circle · b2 black circle · c2 black circle · d2 black circle | d8 black circle · e8 preto rei · f8 black circle · d7 black circle · e7 black circle · f7 black circle · b4 black circle · c4 black circle · d4 black circle · b3 black circle · c3 branco rei · d3 black circle · b2 black circle · c2 black circle · d2 black circle | d8 black circle · e8 preto rei · f8 black circle · d7 black circle · e7 black circle · f7 black circle · b4 black circle · c4 black circle · d4 black circle · b3 black circle · c3 branco rei · d3 black circle · b2 black circle · c2 black circle · d2 black circle | d8 black circle · e8 preto rei · f8 black circle · d7 black circle · e7 black circle · f7 black circle · b4 black circle · c4 black circle · d4 black circle · b3 black circle · c3 branco rei · d3 black circle · b2 black circle · c2 black circle · d2 black circle | d8 black circle · e8 preto rei · f8 black circle · d7 black circle · e7 black circle · f7 black circle · b4 black circle · c4 black circle · d4 black circle · b3 black circle · c3 branco rei · d3 black circle · b2 black circle · c2 black circle · d2 black circle | d8 black circle · e8 preto rei · f8 black circle · d7 black circle · e7 black circle · f7 black circle · b4 black circle · c4 black circle · d4 black circle · b3 black circle · c3 branco rei · d3 black circle · b2 black circle · c2 black circle · d2 black circle | 1 |
|   | a | b | c | d | e | f | g | h |   |

|   | a | b | c | d | e | f | g | h |   |
| 8 | d8 black circle · d7 black circle · d6 black circle · d5 black circle · d4 black circle · a3 black circle · b3 black circle · c3 black circle · d3 preto torre · e3 black circle · f3 black circle · g3 black circle · h3 black circle · d2 black circle · d1 black circle | d8 black circle · d7 black circle · d6 black circle · d5 black circle · d4 black circle · a3 black circle · b3 black circle · c3 black circle · d3 preto torre · e3 black circle · f3 black circle · g3 black circle · h3 black circle · d2 black circle · d1 black circle | d8 black circle · d7 black circle · d6 black circle · d5 black circle · d4 black circle · a3 black circle · b3 black circle · c3 black circle · d3 preto torre · e3 black circle · f3 black circle · g3 black circle · h3 black circle · d2 black circle · d1 black circle | d8 black circle · d7 black circle · d6 black circle · d5 black circle · d4 black circle · a3 black circle · b3 black circle · c3 black circle · d3 preto torre · e3 black circle · f3 black circle · g3 black circle · h3 black circle · d2 black circle · d1 black circle | d8 black circle · d7 black circle · d6 black circle · d5 black circle · d4 black circle · a3 black circle · b3 black circle · c3 black circle · d3 preto torre · e3 black circle · f3 black circle · g3 black circle · h3 black circle · d2 black circle · d1 black circle | d8 black circle · d7 black circle · d6 black circle · d5 black circle · d4 black circle · a3 black circle · b3 black circle · c3 black circle · d3 preto torre · e3 black circle · f3 black circle · g3 black circle · h3 black circle · d2 black circle · d1 black circle | d8 black circle · d7 black circle · d6 black circle · d5 black circle · d4 black circle · a3 black circle · b3 black circle · c3 black circle · d3 preto torre · e3 black circle · f3 black circle · g3 black circle · h3 black circle · d2 black circle · d1 black circle | d8 black circle · d7 black circle · d6 black circle · d5 black circle · d4 black circle · a3 black circle · b3 black circle · c3 black circle · d3 preto torre · e3 black circle · f3 black circle · g3 black circle · h3 black circle · d2 black circle · d1 black circle | 8 |
| 7 | d8 black circle · d7 black circle · d6 black circle · d5 black circle · d4 black circle · a3 black circle · b3 black circle · c3 black circle · d3 preto torre · e3 black circle · f3 black circle · g3 black circle · h3 black circle · d2 black circle · d1 black circle | d8 black circle · d7 black circle · d6 black circle · d5 black circle · d4 black circle · a3 black circle · b3 black circle · c3 black circle · d3 preto torre · e3 black circle · f3 black circle · g3 black circle · h3 black circle · d2 black circle · d1 black circle | d8 black circle · d7 black circle · d6 black circle · d5 black circle · d4 black circle · a3 black circle · b3 black circle · c3 black circle · d3 preto torre · e3 black circle · f3 black circle · g3 black circle · h3 black circle · d2 black circle · d1 black circle | d8 black circle · d7 black circle · d6 black circle · d5 black circle · d4 black circle · a3 black circle · b3 black circle · c3 black circle · d3 preto torre · e3 black circle · f3 black circle · g3 black circle · h3 black circle · d2 black circle · d1 black circle | d8 black circle · d7 black circle · d6 black circle · d5 black circle · d4 black circle · a3 black circle · b3 black circle · c3 black circle · d3 preto torre · e3 black circle · f3 black circle · g3 black circle · h3 black circle · d2 black circle · d1 black circle | d8 black circle · d7 black circle · d6 black circle · d5 black circle · d4 black circle · a3 black circle · b3 black circle · c3 black circle · d3 preto torre · e3 black circle · f3 black circle · g3 black circle · h3 black circle · d2 black circle · d1 black circle | d8 black circle · d7 black circle · d6 black circle · d5 black circle · d4 black circle · a3 black circle · b3 black circle · c3 black circle · d3 preto torre · e3 black circle · f3 black circle · g3 black circle · h3 black circle · d2 black circle · d1 black circle | d8 black circle · d7 black circle · d6 black circle · d5 black circle · d4 black circle · a3 black circle · b3 black circle · c3 black circle · d3 preto torre · e3 black circle · f3 black circle · g3 black circle · h3 black circle · d2 black circle · d1 black circle | 7 |
| 6 | d8 black circle · d7 black circle · d6 black circle · d5 black circle · d4 black circle · a3 black circle · b3 black circle · c3 black circle · d3 preto torre · e3 black circle · f3 black circle · g3 black circle · h3 black circle · d2 black circle · d1 black circle | d8 black circle · d7 black circle · d6 black circle · d5 black circle · d4 black circle · a3 black circle · b3 black circle · c3 black circle · d3 preto torre · e3 black circle · f3 black circle · g3 black circle · h3 black circle · d2 black circle · d1 black circle | d8 black circle · d7 black circle · d6 black circle · d5 black circle · d4 black circle · a3 black circle · b3 black circle · c3 black circle · d3 preto torre · e3 black circle · f3 black circle · g3 black circle · h3 black circle · d2 black circle · d1 black circle | d8 black circle · d7 black circle · d6 black circle · d5 black circle · d4 black circle · a3 black circle · b3 black circle · c3 black circle · d3 preto torre · e3 black circle · f3 black circle · g3 black circle · h3 black circle · d2 black circle · d1 black circle | d8 black circle · d7 black circle · d6 black circle · d5 black circle · d4 black circle · a3 black circle · b3 black circle · c3 black circle · d3 preto torre · e3 black circle · f3 black circle · g3 black circle · h3 black circle · d2 black circle · d1 black circle | d8 black circle · d7 black circle · d6 black circle · d5 black circle · d4 black circle · a3 black circle · b3 black circle · c3 black circle · d3 preto torre · e3 black circle · f3 black circle · g3 black circle · h3 black circle · d2 black circle · d1 black circle | d8 black circle · d7 black circle · d6 black circle · d5 black circle · d4 black circle · a3 black circle · b3 black circle · c3 black circle · d3 preto torre · e3 black circle · f3 black circle · g3 black circle · h3 black circle · d2 black circle · d1 black circle | d8 black circle · d7 black circle · d6 black circle · d5 black circle · d4 black circle · a3 black circle · b3 black circle · c3 black circle · d3 preto torre · e3 black circle · f3 black circle · g3 black circle · h3 black circle · d2 black circle · d1 black circle | 6 |
| 5 | d8 black circle · d7 black circle · d6 black circle · d5 black circle · d4 black circle · a3 black circle · b3 black circle · c3 black circle · d3 preto torre · e3 black circle · f3 black circle · g3 black circle · h3 black circle · d2 black circle · d1 black circle | d8 black circle · d7 black circle · d6 black circle · d5 black circle · d4 black circle · a3 black circle · b3 black circle · c3 black circle · d3 preto torre · e3 black circle · f3 black circle · g3 black circle · h3 black circle · d2 black circle · d1 black circle | d8 black circle · d7 black circle · d6 black circle · d5 black circle · d4 black circle · a3 black circle · b3 black circle · c3 black circle · d3 preto torre · e3 black circle · f3 black circle · g3 black circle · h3 black circle · d2 black circle · d1 black circle | d8 black circle · d7 black circle · d6 black circle · d5 black circle · d4 black circle · a3 black circle · b3 black circle · c3 black circle · d3 preto torre · e3 black circle · f3 black circle · g3 black circle · h3 black circle · d2 black circle · d1 black circle | d8 black circle · d7 black circle · d6 black circle · d5 black circle · d4 black circle · a3 black circle · b3 black circle · c3 black circle · d3 preto torre · e3 black circle · f3 black circle · g3 black circle · h3 black circle · d2 black circle · d1 black circle | d8 black circle · d7 black circle · d6 black circle · d5 black circle · d4 black circle · a3 black circle · b3 black circle · c3 black circle · d3 preto torre · e3 black circle · f3 black circle · g3 black circle · h3 black circle · d2 black circle · d1 black circle | d8 black circle · d7 black circle · d6 black circle · d5 black circle · d4 black circle · a3 black circle · b3 black circle · c3 black circle · d3 preto torre · e3 black circle · f3 black circle · g3 black circle · h3 black circle · d2 black circle · d1 black circle | d8 black circle · d7 black circle · d6 black circle · d5 black circle · d4 black circle · a3 black circle · b3 black circle · c3 black circle · d3 preto torre · e3 black circle · f3 black circle · g3 black circle · h3 black circle · d2 black circle · d1 black circle | 5 |
| 4 | d8 black circle · d7 black circle · d6 black circle · d5 black circle · d4 black circle · a3 black circle · b3 black circle · c3 black circle · d3 preto torre · e3 black circle · f3 black circle · g3 black circle · h3 black circle · d2 black circle · d1 black circle | d8 black circle · d7 black circle · d6 black circle · d5 black circle · d4 black circle · a3 black circle · b3 black circle · c3 black circle · d3 preto torre · e3 black circle · f3 black circle · g3 black circle · h3 black circle · d2 black circle · d1 black circle | d8 black circle · d7 black circle · d6 black circle · d5 black circle · d4 black circle · a3 black circle · b3 black circle · c3 black circle · d3 preto torre · e3 black circle · f3 black circle · g3 black circle · h3 black circle · d2 black circle · d1 black circle | d8 black circle · d7 black circle · d6 black circle · d5 black circle · d4 black circle · a3 black circle · b3 black circle · c3 black circle · d3 preto torre · e3 black circle · f3 black circle · g3 black circle · h3 black circle · d2 black circle · d1 black circle | d8 black circle · d7 black circle · d6 black circle · d5 black circle · d4 black circle · a3 black circle · b3 black circle · c3 black circle · d3 preto torre · e3 black circle · f3 black circle · g3 black circle · h3 black circle · d2 black circle · d1 black circle | d8 black circle · d7 black circle · d6 black circle · d5 black circle · d4 black circle · a3 black circle · b3 black circle · c3 black circle · d3 preto torre · e3 black circle · f3 black circle · g3 black circle · h3 black circle · d2 black circle · d1 black circle | d8 black circle · d7 black circle · d6 black circle · d5 black circle · d4 black circle · a3 black circle · b3 black circle · c3 black circle · d3 preto torre · e3 black circle · f3 black circle · g3 black circle · h3 black circle · d2 black circle · d1 black circle | d8 black circle · d7 black circle · d6 black circle · d5 black circle · d4 black circle · a3 black circle · b3 black circle · c3 black circle · d3 preto torre · e3 black circle · f3 black circle · g3 black circle · h3 black circle · d2 black circle · d1 black circle | 4 |
| 3 | d8 black circle · d7 black circle · d6 black circle · d5 black circle · d4 black circle · a3 black circle · b3 black circle · c3 black circle · d3 preto torre · e3 black circle · f3 black circle · g3 black circle · h3 black circle · d2 black circle · d1 black circle | d8 black circle · d7 black circle · d6 black circle · d5 black circle · d4 black circle · a3 black circle · b3 black circle · c3 black circle · d3 preto torre · e3 black circle · f3 black circle · g3 black circle · h3 black circle · d2 black circle · d1 black circle | d8 black circle · d7 black circle · d6 black circle · d5 black circle · d4 black circle · a3 black circle · b3 black circle · c3 black circle · d3 preto torre · e3 black circle · f3 black circle · g3 black circle · h3 black circle · d2 black circle · d1 black circle | d8 black circle · d7 black circle · d6 black circle · d5 black circle · d4 black circle · a3 black circle · b3 black circle · c3 black circle · d3 preto torre · e3 black circle · f3 black circle · g3 black circle · h3 black circle · d2 black circle · d1 black circle | d8 black circle · d7 black circle · d6 black circle · d5 black circle · d4 black circle · a3 black circle · b3 black circle · c3 black circle · d3 preto torre · e3 black circle · f3 black circle · g3 black circle · h3 black circle · d2 black circle · d1 black circle | d8 black circle · d7 black circle · d6 black circle · d5 black circle · d4 black circle · a3 black circle · b3 black circle · c3 black circle · d3 preto torre · e3 black circle · f3 black circle · g3 black circle · h3 black circle · d2 black circle · d1 black circle | d8 black circle · d7 black circle · d6 black circle · d5 black circle · d4 black circle · a3 black circle · b3 black circle · c3 black circle · d3 preto torre · e3 black circle · f3 black circle · g3 black circle · h3 black circle · d2 black circle · d1 black circle | d8 black circle · d7 black circle · d6 black circle · d5 black circle · d4 black circle · a3 black circle · b3 black circle · c3 black circle · d3 preto torre · e3 black circle · f3 black circle · g3 black circle · h3 black circle · d2 black circle · d1 black circle | 3 |
| 2 | d8 black circle · d7 black circle · d6 black circle · d5 black circle · d4 black circle · a3 black circle · b3 black circle · c3 black circle · d3 preto torre · e3 black circle · f3 black circle · g3 black circle · h3 black circle · d2 black circle · d1 black circle | d8 black circle · d7 black circle · d6 black circle · d5 black circle · d4 black circle · a3 black circle · b3 black circle · c3 black circle · d3 preto torre · e3 black circle · f3 black circle · g3 black circle · h3 black circle · d2 black circle · d1 black circle | d8 black circle · d7 black circle · d6 black circle · d5 black circle · d4 black circle · a3 black circle · b3 black circle · c3 black circle · d3 preto torre · e3 black circle · f3 black circle · g3 black circle · h3 black circle · d2 black circle · d1 black circle | d8 black circle · d7 black circle · d6 black circle · d5 black circle · d4 black circle · a3 black circle · b3 black circle · c3 black circle · d3 preto torre · e3 black circle · f3 black circle · g3 black circle · h3 black circle · d2 black circle · d1 black circle | d8 black circle · d7 black circle · d6 black circle · d5 black circle · d4 black circle · a3 black circle · b3 black circle · c3 black circle · d3 preto torre · e3 black circle · f3 black circle · g3 black circle · h3 black circle · d2 black circle · d1 black circle | d8 black circle · d7 black circle · d6 black circle · d5 black circle · d4 black circle · a3 black circle · b3 black circle · c3 black circle · d3 preto torre · e3 black circle · f3 black circle · g3 black circle · h3 black circle · d2 black circle · d1 black circle | d8 black circle · d7 black circle · d6 black circle · d5 black circle · d4 black circle · a3 black circle · b3 black circle · c3 black circle · d3 preto torre · e3 black circle · f3 black circle · g3 black circle · h3 black circle · d2 black circle · d1 black circle | d8 black circle · d7 black circle · d6 black circle · d5 black circle · d4 black circle · a3 black circle · b3 black circle · c3 black circle · d3 preto torre · e3 black circle · f3 black circle · g3 black circle · h3 black circle · d2 black circle · d1 black circle | 2 |
| 1 | d8 black circle · d7 black circle · d6 black circle · d5 black circle · d4 black circle · a3 black circle · b3 black circle · c3 black circle · d3 preto torre · e3 black circle · f3 black circle · g3 black circle · h3 black circle · d2 black circle · d1 black circle | d8 black circle · d7 black circle · d6 black circle · d5 black circle · d4 black circle · a3 black circle · b3 black circle · c3 black circle · d3 preto torre · e3 black circle · f3 black circle · g3 black circle · h3 black circle · d2 black circle · d1 black circle | d8 black circle · d7 black circle · d6 black circle · d5 black circle · d4 black circle · a3 black circle · b3 black circle · c3 black circle · d3 preto torre · e3 black circle · f3 black circle · g3 black circle · h3 black circle · d2 black circle · d1 black circle | d8 black circle · d7 black circle · d6 black circle · d5 black circle · d4 black circle · a3 black circle · b3 black circle · c3 black circle · d3 preto torre · e3 black circle · f3 black circle · g3 black circle · h3 black circle · d2 black circle · d1 black circle | d8 black circle · d7 black circle · d6 black circle · d5 black circle · d4 black circle · a3 black circle · b3 black circle · c3 black circle · d3 preto torre · e3 black circle · f3 black circle · g3 black circle · h3 black circle · d2 black circle · d1 black circle | d8 black circle · d7 black circle · d6 black circle · d5 black circle · d4 black circle · a3 black circle · b3 black circle · c3 black circle · d3 preto torre · e3 black circle · f3 black circle · g3 black circle · h3 black circle · d2 black circle · d1 black circle | d8 black circle · d7 black circle · d6 black circle · d5 black circle · d4 black circle · a3 black circle · b3 black circle · c3 black circle · d3 preto torre · e3 black circle · f3 black circle · g3 black circle · h3 black circle · d2 black circle · d1 black circle | d8 black circle · d7 black circle · d6 black circle · d5 black circle · d4 black circle · a3 black circle · b3 black circle · c3 black circle · d3 preto torre · e3 black circle · f3 black circle · g3 black circle · h3 black circle · d2 black circle · d1 black circle | 1 |
|   | a | b | c | d | e | f | g | h |   |

|   | a | b | c | d | e | f | g | h |   |
| 8 | a8 black circle · b7 black circle · h7 black circle · c6 black circle · g6 black circle · d5 black circle · f5 black circle · e4 preto bispo · d3 black circle · f3 black circle · c2 black circle · g2 black circle · b1 black circle · h1 black circle | a8 black circle · b7 black circle · h7 black circle · c6 black circle · g6 black circle · d5 black circle · f5 black circle · e4 preto bispo · d3 black circle · f3 black circle · c2 black circle · g2 black circle · b1 black circle · h1 black circle | a8 black circle · b7 black circle · h7 black circle · c6 black circle · g6 black circle · d5 black circle · f5 black circle · e4 preto bispo · d3 black circle · f3 black circle · c2 black circle · g2 black circle · b1 black circle · h1 black circle | a8 black circle · b7 black circle · h7 black circle · c6 black circle · g6 black circle · d5 black circle · f5 black circle · e4 preto bispo · d3 black circle · f3 black circle · c2 black circle · g2 black circle · b1 black circle · h1 black circle | a8 black circle · b7 black circle · h7 black circle · c6 black circle · g6 black circle · d5 black circle · f5 black circle · e4 preto bispo · d3 black circle · f3 black circle · c2 black circle · g2 black circle · b1 black circle · h1 black circle | a8 black circle · b7 black circle · h7 black circle · c6 black circle · g6 black circle · d5 black circle · f5 black circle · e4 preto bispo · d3 black circle · f3 black circle · c2 black circle · g2 black circle · b1 black circle · h1 black circle | a8 black circle · b7 black circle · h7 black circle · c6 black circle · g6 black circle · d5 black circle · f5 black circle · e4 preto bispo · d3 black circle · f3 black circle · c2 black circle · g2 black circle · b1 black circle · h1 black circle | a8 black circle · b7 black circle · h7 black circle · c6 black circle · g6 black circle · d5 black circle · f5 black circle · e4 preto bispo · d3 black circle · f3 black circle · c2 black circle · g2 black circle · b1 black circle · h1 black circle | 8 |
| 7 | a8 black circle · b7 black circle · h7 black circle · c6 black circle · g6 black circle · d5 black circle · f5 black circle · e4 preto bispo · d3 black circle · f3 black circle · c2 black circle · g2 black circle · b1 black circle · h1 black circle | a8 black circle · b7 black circle · h7 black circle · c6 black circle · g6 black circle · d5 black circle · f5 black circle · e4 preto bispo · d3 black circle · f3 black circle · c2 black circle · g2 black circle · b1 black circle · h1 black circle | a8 black circle · b7 black circle · h7 black circle · c6 black circle · g6 black circle · d5 black circle · f5 black circle · e4 preto bispo · d3 black circle · f3 black circle · c2 black circle · g2 black circle · b1 black circle · h1 black circle | a8 black circle · b7 black circle · h7 black circle · c6 black circle · g6 black circle · d5 black circle · f5 black circle · e4 preto bispo · d3 black circle · f3 black circle · c2 black circle · g2 black circle · b1 black circle · h1 black circle | a8 black circle · b7 black circle · h7 black circle · c6 black circle · g6 black circle · d5 black circle · f5 black circle · e4 preto bispo · d3 black circle · f3 black circle · c2 black circle · g2 black circle · b1 black circle · h1 black circle | a8 black circle · b7 black circle · h7 black circle · c6 black circle · g6 black circle · d5 black circle · f5 black circle · e4 preto bispo · d3 black circle · f3 black circle · c2 black circle · g2 black circle · b1 black circle · h1 black circle | a8 black circle · b7 black circle · h7 black circle · c6 black circle · g6 black circle · d5 black circle · f5 black circle · e4 preto bispo · d3 black circle · f3 black circle · c2 black circle · g2 black circle · b1 black circle · h1 black circle | a8 black circle · b7 black circle · h7 black circle · c6 black circle · g6 black circle · d5 black circle · f5 black circle · e4 preto bispo · d3 black circle · f3 black circle · c2 black circle · g2 black circle · b1 black circle · h1 black circle | 7 |
| 6 | a8 black circle · b7 black circle · h7 black circle · c6 black circle · g6 black circle · d5 black circle · f5 black circle · e4 preto bispo · d3 black circle · f3 black circle · c2 black circle · g2 black circle · b1 black circle · h1 black circle | a8 black circle · b7 black circle · h7 black circle · c6 black circle · g6 black circle · d5 black circle · f5 black circle · e4 preto bispo · d3 black circle · f3 black circle · c2 black circle · g2 black circle · b1 black circle · h1 black circle | a8 black circle · b7 black circle · h7 black circle · c6 black circle · g6 black circle · d5 black circle · f5 black circle · e4 preto bispo · d3 black circle · f3 black circle · c2 black circle · g2 black circle · b1 black circle · h1 black circle | a8 black circle · b7 black circle · h7 black circle · c6 black circle · g6 black circle · d5 black circle · f5 black circle · e4 preto bispo · d3 black circle · f3 black circle · c2 black circle · g2 black circle · b1 black circle · h1 black circle | a8 black circle · b7 black circle · h7 black circle · c6 black circle · g6 black circle · d5 black circle · f5 black circle · e4 preto bispo · d3 black circle · f3 black circle · c2 black circle · g2 black circle · b1 black circle · h1 black circle | a8 black circle · b7 black circle · h7 black circle · c6 black circle · g6 black circle · d5 black circle · f5 black circle · e4 preto bispo · d3 black circle · f3 black circle · c2 black circle · g2 black circle · b1 black circle · h1 black circle | a8 black circle · b7 black circle · h7 black circle · c6 black circle · g6 black circle · d5 black circle · f5 black circle · e4 preto bispo · d3 black circle · f3 black circle · c2 black circle · g2 black circle · b1 black circle · h1 black circle | a8 black circle · b7 black circle · h7 black circle · c6 black circle · g6 black circle · d5 black circle · f5 black circle · e4 preto bispo · d3 black circle · f3 black circle · c2 black circle · g2 black circle · b1 black circle · h1 black circle | 6 |
| 5 | a8 black circle · b7 black circle · h7 black circle · c6 black circle · g6 black circle · d5 black circle · f5 black circle · e4 preto bispo · d3 black circle · f3 black circle · c2 black circle · g2 black circle · b1 black circle · h1 black circle | a8 black circle · b7 black circle · h7 black circle · c6 black circle · g6 black circle · d5 black circle · f5 black circle · e4 preto bispo · d3 black circle · f3 black circle · c2 black circle · g2 black circle · b1 black circle · h1 black circle | a8 black circle · b7 black circle · h7 black circle · c6 black circle · g6 black circle · d5 black circle · f5 black circle · e4 preto bispo · d3 black circle · f3 black circle · c2 black circle · g2 black circle · b1 black circle · h1 black circle | a8 black circle · b7 black circle · h7 black circle · c6 black circle · g6 black circle · d5 black circle · f5 black circle · e4 preto bispo · d3 black circle · f3 black circle · c2 black circle · g2 black circle · b1 black circle · h1 black circle | a8 black circle · b7 black circle · h7 black circle · c6 black circle · g6 black circle · d5 black circle · f5 black circle · e4 preto bispo · d3 black circle · f3 black circle · c2 black circle · g2 black circle · b1 black circle · h1 black circle | a8 black circle · b7 black circle · h7 black circle · c6 black circle · g6 black circle · d5 black circle · f5 black circle · e4 preto bispo · d3 black circle · f3 black circle · c2 black circle · g2 black circle · b1 black circle · h1 black circle | a8 black circle · b7 black circle · h7 black circle · c6 black circle · g6 black circle · d5 black circle · f5 black circle · e4 preto bispo · d3 black circle · f3 black circle · c2 black circle · g2 black circle · b1 black circle · h1 black circle | a8 black circle · b7 black circle · h7 black circle · c6 black circle · g6 black circle · d5 black circle · f5 black circle · e4 preto bispo · d3 black circle · f3 black circle · c2 black circle · g2 black circle · b1 black circle · h1 black circle | 5 |
| 4 | a8 black circle · b7 black circle · h7 black circle · c6 black circle · g6 black circle · d5 black circle · f5 black circle · e4 preto bispo · d3 black circle · f3 black circle · c2 black circle · g2 black circle · b1 black circle · h1 black circle | a8 black circle · b7 black circle · h7 black circle · c6 black circle · g6 black circle · d5 black circle · f5 black circle · e4 preto bispo · d3 black circle · f3 black circle · c2 black circle · g2 black circle · b1 black circle · h1 black circle | a8 black circle · b7 black circle · h7 black circle · c6 black circle · g6 black circle · d5 black circle · f5 black circle · e4 preto bispo · d3 black circle · f3 black circle · c2 black circle · g2 black circle · b1 black circle · h1 black circle | a8 black circle · b7 black circle · h7 black circle · c6 black circle · g6 black circle · d5 black circle · f5 black circle · e4 preto bispo · d3 black circle · f3 black circle · c2 black circle · g2 black circle · b1 black circle · h1 black circle | a8 black circle · b7 black circle · h7 black circle · c6 black circle · g6 black circle · d5 black circle · f5 black circle · e4 preto bispo · d3 black circle · f3 black circle · c2 black circle · g2 black circle · b1 black circle · h1 black circle | a8 black circle · b7 black circle · h7 black circle · c6 black circle · g6 black circle · d5 black circle · f5 black circle · e4 preto bispo · d3 black circle · f3 black circle · c2 black circle · g2 black circle · b1 black circle · h1 black circle | a8 black circle · b7 black circle · h7 black circle · c6 black circle · g6 black circle · d5 black circle · f5 black circle · e4 preto bispo · d3 black circle · f3 black circle · c2 black circle · g2 black circle · b1 black circle · h1 black circle | a8 black circle · b7 black circle · h7 black circle · c6 black circle · g6 black circle · d5 black circle · f5 black circle · e4 preto bispo · d3 black circle · f3 black circle · c2 black circle · g2 black circle · b1 black circle · h1 black circle | 4 |
| 3 | a8 black circle · b7 black circle · h7 black circle · c6 black circle · g6 black circle · d5 black circle · f5 black circle · e4 preto bispo · d3 black circle · f3 black circle · c2 black circle · g2 black circle · b1 black circle · h1 black circle | a8 black circle · b7 black circle · h7 black circle · c6 black circle · g6 black circle · d5 black circle · f5 black circle · e4 preto bispo · d3 black circle · f3 black circle · c2 black circle · g2 black circle · b1 black circle · h1 black circle | a8 black circle · b7 black circle · h7 black circle · c6 black circle · g6 black circle · d5 black circle · f5 black circle · e4 preto bispo · d3 black circle · f3 black circle · c2 black circle · g2 black circle · b1 black circle · h1 black circle | a8 black circle · b7 black circle · h7 black circle · c6 black circle · g6 black circle · d5 black circle · f5 black circle · e4 preto bispo · d3 black circle · f3 black circle · c2 black circle · g2 black circle · b1 black circle · h1 black circle | a8 black circle · b7 black circle · h7 black circle · c6 black circle · g6 black circle · d5 black circle · f5 black circle · e4 preto bispo · d3 black circle · f3 black circle · c2 black circle · g2 black circle · b1 black circle · h1 black circle | a8 black circle · b7 black circle · h7 black circle · c6 black circle · g6 black circle · d5 black circle · f5 black circle · e4 preto bispo · d3 black circle · f3 black circle · c2 black circle · g2 black circle · b1 black circle · h1 black circle | a8 black circle · b7 black circle · h7 black circle · c6 black circle · g6 black circle · d5 black circle · f5 black circle · e4 preto bispo · d3 black circle · f3 black circle · c2 black circle · g2 black circle · b1 black circle · h1 black circle | a8 black circle · b7 black circle · h7 black circle · c6 black circle · g6 black circle · d5 black circle · f5 black circle · e4 preto bispo · d3 black circle · f3 black circle · c2 black circle · g2 black circle · b1 black circle · h1 black circle | 3 |
| 2 | a8 black circle · b7 black circle · h7 black circle · c6 black circle · g6 black circle · d5 black circle · f5 black circle · e4 preto bispo · d3 black circle · f3 black circle · c2 black circle · g2 black circle · b1 black circle · h1 black circle | a8 black circle · b7 black circle · h7 black circle · c6 black circle · g6 black circle · d5 black circle · f5 black circle · e4 preto bispo · d3 black circle · f3 black circle · c2 black circle · g2 black circle · b1 black circle · h1 black circle | a8 black circle · b7 black circle · h7 black circle · c6 black circle · g6 black circle · d5 black circle · f5 black circle · e4 preto bispo · d3 black circle · f3 black circle · c2 black circle · g2 black circle · b1 black circle · h1 black circle | a8 black circle · b7 black circle · h7 black circle · c6 black circle · g6 black circle · d5 black circle · f5 black circle · e4 preto bispo · d3 black circle · f3 black circle · c2 black circle · g2 black circle · b1 black circle · h1 black circle | a8 black circle · b7 black circle · h7 black circle · c6 black circle · g6 black circle · d5 black circle · f5 black circle · e4 preto bispo · d3 black circle · f3 black circle · c2 black circle · g2 black circle · b1 black circle · h1 black circle | a8 black circle · b7 black circle · h7 black circle · c6 black circle · g6 black circle · d5 black circle · f5 black circle · e4 preto bispo · d3 black circle · f3 black circle · c2 black circle · g2 black circle · b1 black circle · h1 black circle | a8 black circle · b7 black circle · h7 black circle · c6 black circle · g6 black circle · d5 black circle · f5 black circle · e4 preto bispo · d3 black circle · f3 black circle · c2 black circle · g2 black circle · b1 black circle · h1 black circle | a8 black circle · b7 black circle · h7 black circle · c6 black circle · g6 black circle · d5 black circle · f5 black circle · e4 preto bispo · d3 black circle · f3 black circle · c2 black circle · g2 black circle · b1 black circle · h1 black circle | 2 |
| 1 | a8 black circle · b7 black circle · h7 black circle · c6 black circle · g6 black circle · d5 black circle · f5 black circle · e4 preto bispo · d3 black circle · f3 black circle · c2 black circle · g2 black circle · b1 black circle · h1 black circle | a8 black circle · b7 black circle · h7 black circle · c6 black circle · g6 black circle · d5 black circle · f5 black circle · e4 preto bispo · d3 black circle · f3 black circle · c2 black circle · g2 black circle · b1 black circle · h1 black circle | a8 black circle · b7 black circle · h7 black circle · c6 black circle · g6 black circle · d5 black circle · f5 black circle · e4 preto bispo · d3 black circle · f3 black circle · c2 black circle · g2 black circle · b1 black circle · h1 black circle | a8 black circle · b7 black circle · h7 black circle · c6 black circle · g6 black circle · d5 black circle · f5 black circle · e4 preto bispo · d3 black circle · f3 black circle · c2 black circle · g2 black circle · b1 black circle · h1 black circle | a8 black circle · b7 black circle · h7 black circle · c6 black circle · g6 black circle · d5 black circle · f5 black circle · e4 preto bispo · d3 black circle · f3 black circle · c2 black circle · g2 black circle · b1 black circle · h1 black circle | a8 black circle · b7 black circle · h7 black circle · c6 black circle · g6 black circle · d5 black circle · f5 black circle · e4 preto bispo · d3 black circle · f3 black circle · c2 black circle · g2 black circle · b1 black circle · h1 black circle | a8 black circle · b7 black circle · h7 black circle · c6 black circle · g6 black circle · d5 black circle · f5 black circle · e4 preto bispo · d3 black circle · f3 black circle · c2 black circle · g2 black circle · b1 black circle · h1 black circle | a8 black circle · b7 black circle · h7 black circle · c6 black circle · g6 black circle · d5 black circle · f5 black circle · e4 preto bispo · d3 black circle · f3 black circle · c2 black circle · g2 black circle · b1 black circle · h1 black circle | 1 |
|   | a | b | c | d | e | f | g | h |   |

|   | a | b | c | d | e | f | g | h |   |
| 8 | a8 black circle · e8 black circle · b7 black circle · e7 black circle · h7 black circle · c6 black circle · e6 black circle · g6 black circle · d5 black circle · e5 black circle · f5 black circle · a4 black circle · b4 black circle · c4 black circle · d4 black circle · e4 preto rainha · f4 black circle · g4 black circle · h4 black circle · d3 black circle · e3 black circle · f3 black circle · c2 black circle · e2 black circle · g2 black circle · b1 black circle · e1 black circle · h1 black circle | a8 black circle · e8 black circle · b7 black circle · e7 black circle · h7 black circle · c6 black circle · e6 black circle · g6 black circle · d5 black circle · e5 black circle · f5 black circle · a4 black circle · b4 black circle · c4 black circle · d4 black circle · e4 preto rainha · f4 black circle · g4 black circle · h4 black circle · d3 black circle · e3 black circle · f3 black circle · c2 black circle · e2 black circle · g2 black circle · b1 black circle · e1 black circle · h1 black circle | a8 black circle · e8 black circle · b7 black circle · e7 black circle · h7 black circle · c6 black circle · e6 black circle · g6 black circle · d5 black circle · e5 black circle · f5 black circle · a4 black circle · b4 black circle · c4 black circle · d4 black circle · e4 preto rainha · f4 black circle · g4 black circle · h4 black circle · d3 black circle · e3 black circle · f3 black circle · c2 black circle · e2 black circle · g2 black circle · b1 black circle · e1 black circle · h1 black circle | a8 black circle · e8 black circle · b7 black circle · e7 black circle · h7 black circle · c6 black circle · e6 black circle · g6 black circle · d5 black circle · e5 black circle · f5 black circle · a4 black circle · b4 black circle · c4 black circle · d4 black circle · e4 preto rainha · f4 black circle · g4 black circle · h4 black circle · d3 black circle · e3 black circle · f3 black circle · c2 black circle · e2 black circle · g2 black circle · b1 black circle · e1 black circle · h1 black circle | a8 black circle · e8 black circle · b7 black circle · e7 black circle · h7 black circle · c6 black circle · e6 black circle · g6 black circle · d5 black circle · e5 black circle · f5 black circle · a4 black circle · b4 black circle · c4 black circle · d4 black circle · e4 preto rainha · f4 black circle · g4 black circle · h4 black circle · d3 black circle · e3 black circle · f3 black circle · c2 black circle · e2 black circle · g2 black circle · b1 black circle · e1 black circle · h1 black circle | a8 black circle · e8 black circle · b7 black circle · e7 black circle · h7 black circle · c6 black circle · e6 black circle · g6 black circle · d5 black circle · e5 black circle · f5 black circle · a4 black circle · b4 black circle · c4 black circle · d4 black circle · e4 preto rainha · f4 black circle · g4 black circle · h4 black circle · d3 black circle · e3 black circle · f3 black circle · c2 black circle · e2 black circle · g2 black circle · b1 black circle · e1 black circle · h1 black circle | a8 black circle · e8 black circle · b7 black circle · e7 black circle · h7 black circle · c6 black circle · e6 black circle · g6 black circle · d5 black circle · e5 black circle · f5 black circle · a4 black circle · b4 black circle · c4 black circle · d4 black circle · e4 preto rainha · f4 black circle · g4 black circle · h4 black circle · d3 black circle · e3 black circle · f3 black circle · c2 black circle · e2 black circle · g2 black circle · b1 black circle · e1 black circle · h1 black circle | a8 black circle · e8 black circle · b7 black circle · e7 black circle · h7 black circle · c6 black circle · e6 black circle · g6 black circle · d5 black circle · e5 black circle · f5 black circle · a4 black circle · b4 black circle · c4 black circle · d4 black circle · e4 preto rainha · f4 black circle · g4 black circle · h4 black circle · d3 black circle · e3 black circle · f3 black circle · c2 black circle · e2 black circle · g2 black circle · b1 black circle · e1 black circle · h1 black circle | 8 |
| 7 | a8 black circle · e8 black circle · b7 black circle · e7 black circle · h7 black circle · c6 black circle · e6 black circle · g6 black circle · d5 black circle · e5 black circle · f5 black circle · a4 black circle · b4 black circle · c4 black circle · d4 black circle · e4 preto rainha · f4 black circle · g4 black circle · h4 black circle · d3 black circle · e3 black circle · f3 black circle · c2 black circle · e2 black circle · g2 black circle · b1 black circle · e1 black circle · h1 black circle | a8 black circle · e8 black circle · b7 black circle · e7 black circle · h7 black circle · c6 black circle · e6 black circle · g6 black circle · d5 black circle · e5 black circle · f5 black circle · a4 black circle · b4 black circle · c4 black circle · d4 black circle · e4 preto rainha · f4 black circle · g4 black circle · h4 black circle · d3 black circle · e3 black circle · f3 black circle · c2 black circle · e2 black circle · g2 black circle · b1 black circle · e1 black circle · h1 black circle | a8 black circle · e8 black circle · b7 black circle · e7 black circle · h7 black circle · c6 black circle · e6 black circle · g6 black circle · d5 black circle · e5 black circle · f5 black circle · a4 black circle · b4 black circle · c4 black circle · d4 black circle · e4 preto rainha · f4 black circle · g4 black circle · h4 black circle · d3 black circle · e3 black circle · f3 black circle · c2 black circle · e2 black circle · g2 black circle · b1 black circle · e1 black circle · h1 black circle | a8 black circle · e8 black circle · b7 black circle · e7 black circle · h7 black circle · c6 black circle · e6 black circle · g6 black circle · d5 black circle · e5 black circle · f5 black circle · a4 black circle · b4 black circle · c4 black circle · d4 black circle · e4 preto rainha · f4 black circle · g4 black circle · h4 black circle · d3 black circle · e3 black circle · f3 black circle · c2 black circle · e2 black circle · g2 black circle · b1 black circle · e1 black circle · h1 black circle | a8 black circle · e8 black circle · b7 black circle · e7 black circle · h7 black circle · c6 black circle · e6 black circle · g6 black circle · d5 black circle · e5 black circle · f5 black circle · a4 black circle · b4 black circle · c4 black circle · d4 black circle · e4 preto rainha · f4 black circle · g4 black circle · h4 black circle · d3 black circle · e3 black circle · f3 black circle · c2 black circle · e2 black circle · g2 black circle · b1 black circle · e1 black circle · h1 black circle | a8 black circle · e8 black circle · b7 black circle · e7 black circle · h7 black circle · c6 black circle · e6 black circle · g6 black circle · d5 black circle · e5 black circle · f5 black circle · a4 black circle · b4 black circle · c4 black circle · d4 black circle · e4 preto rainha · f4 black circle · g4 black circle · h4 black circle · d3 black circle · e3 black circle · f3 black circle · c2 black circle · e2 black circle · g2 black circle · b1 black circle · e1 black circle · h1 black circle | a8 black circle · e8 black circle · b7 black circle · e7 black circle · h7 black circle · c6 black circle · e6 black circle · g6 black circle · d5 black circle · e5 black circle · f5 black circle · a4 black circle · b4 black circle · c4 black circle · d4 black circle · e4 preto rainha · f4 black circle · g4 black circle · h4 black circle · d3 black circle · e3 black circle · f3 black circle · c2 black circle · e2 black circle · g2 black circle · b1 black circle · e1 black circle · h1 black circle | a8 black circle · e8 black circle · b7 black circle · e7 black circle · h7 black circle · c6 black circle · e6 black circle · g6 black circle · d5 black circle · e5 black circle · f5 black circle · a4 black circle · b4 black circle · c4 black circle · d4 black circle · e4 preto rainha · f4 black circle · g4 black circle · h4 black circle · d3 black circle · e3 black circle · f3 black circle · c2 black circle · e2 black circle · g2 black circle · b1 black circle · e1 black circle · h1 black circle | 7 |
| 6 | a8 black circle · e8 black circle · b7 black circle · e7 black circle · h7 black circle · c6 black circle · e6 black circle · g6 black circle · d5 black circle · e5 black circle · f5 black circle · a4 black circle · b4 black circle · c4 black circle · d4 black circle · e4 preto rainha · f4 black circle · g4 black circle · h4 black circle · d3 black circle · e3 black circle · f3 black circle · c2 black circle · e2 black circle · g2 black circle · b1 black circle · e1 black circle · h1 black circle | a8 black circle · e8 black circle · b7 black circle · e7 black circle · h7 black circle · c6 black circle · e6 black circle · g6 black circle · d5 black circle · e5 black circle · f5 black circle · a4 black circle · b4 black circle · c4 black circle · d4 black circle · e4 preto rainha · f4 black circle · g4 black circle · h4 black circle · d3 black circle · e3 black circle · f3 black circle · c2 black circle · e2 black circle · g2 black circle · b1 black circle · e1 black circle · h1 black circle | a8 black circle · e8 black circle · b7 black circle · e7 black circle · h7 black circle · c6 black circle · e6 black circle · g6 black circle · d5 black circle · e5 black circle · f5 black circle · a4 black circle · b4 black circle · c4 black circle · d4 black circle · e4 preto rainha · f4 black circle · g4 black circle · h4 black circle · d3 black circle · e3 black circle · f3 black circle · c2 black circle · e2 black circle · g2 black circle · b1 black circle · e1 black circle · h1 black circle | a8 black circle · e8 black circle · b7 black circle · e7 black circle · h7 black circle · c6 black circle · e6 black circle · g6 black circle · d5 black circle · e5 black circle · f5 black circle · a4 black circle · b4 black circle · c4 black circle · d4 black circle · e4 preto rainha · f4 black circle · g4 black circle · h4 black circle · d3 black circle · e3 black circle · f3 black circle · c2 black circle · e2 black circle · g2 black circle · b1 black circle · e1 black circle · h1 black circle | a8 black circle · e8 black circle · b7 black circle · e7 black circle · h7 black circle · c6 black circle · e6 black circle · g6 black circle · d5 black circle · e5 black circle · f5 black circle · a4 black circle · b4 black circle · c4 black circle · d4 black circle · e4 preto rainha · f4 black circle · g4 black circle · h4 black circle · d3 black circle · e3 black circle · f3 black circle · c2 black circle · e2 black circle · g2 black circle · b1 black circle · e1 black circle · h1 black circle | a8 black circle · e8 black circle · b7 black circle · e7 black circle · h7 black circle · c6 black circle · e6 black circle · g6 black circle · d5 black circle · e5 black circle · f5 black circle · a4 black circle · b4 black circle · c4 black circle · d4 black circle · e4 preto rainha · f4 black circle · g4 black circle · h4 black circle · d3 black circle · e3 black circle · f3 black circle · c2 black circle · e2 black circle · g2 black circle · b1 black circle · e1 black circle · h1 black circle | a8 black circle · e8 black circle · b7 black circle · e7 black circle · h7 black circle · c6 black circle · e6 black circle · g6 black circle · d5 black circle · e5 black circle · f5 black circle · a4 black circle · b4 black circle · c4 black circle · d4 black circle · e4 preto rainha · f4 black circle · g4 black circle · h4 black circle · d3 black circle · e3 black circle · f3 black circle · c2 black circle · e2 black circle · g2 black circle · b1 black circle · e1 black circle · h1 black circle | a8 black circle · e8 black circle · b7 black circle · e7 black circle · h7 black circle · c6 black circle · e6 black circle · g6 black circle · d5 black circle · e5 black circle · f5 black circle · a4 black circle · b4 black circle · c4 black circle · d4 black circle · e4 preto rainha · f4 black circle · g4 black circle · h4 black circle · d3 black circle · e3 black circle · f3 black circle · c2 black circle · e2 black circle · g2 black circle · b1 black circle · e1 black circle · h1 black circle | 6 |
| 5 | a8 black circle · e8 black circle · b7 black circle · e7 black circle · h7 black circle · c6 black circle · e6 black circle · g6 black circle · d5 black circle · e5 black circle · f5 black circle · a4 black circle · b4 black circle · c4 black circle · d4 black circle · e4 preto rainha · f4 black circle · g4 black circle · h4 black circle · d3 black circle · e3 black circle · f3 black circle · c2 black circle · e2 black circle · g2 black circle · b1 black circle · e1 black circle · h1 black circle | a8 black circle · e8 black circle · b7 black circle · e7 black circle · h7 black circle · c6 black circle · e6 black circle · g6 black circle · d5 black circle · e5 black circle · f5 black circle · a4 black circle · b4 black circle · c4 black circle · d4 black circle · e4 preto rainha · f4 black circle · g4 black circle · h4 black circle · d3 black circle · e3 black circle · f3 black circle · c2 black circle · e2 black circle · g2 black circle · b1 black circle · e1 black circle · h1 black circle | a8 black circle · e8 black circle · b7 black circle · e7 black circle · h7 black circle · c6 black circle · e6 black circle · g6 black circle · d5 black circle · e5 black circle · f5 black circle · a4 black circle · b4 black circle · c4 black circle · d4 black circle · e4 preto rainha · f4 black circle · g4 black circle · h4 black circle · d3 black circle · e3 black circle · f3 black circle · c2 black circle · e2 black circle · g2 black circle · b1 black circle · e1 black circle · h1 black circle | a8 black circle · e8 black circle · b7 black circle · e7 black circle · h7 black circle · c6 black circle · e6 black circle · g6 black circle · d5 black circle · e5 black circle · f5 black circle · a4 black circle · b4 black circle · c4 black circle · d4 black circle · e4 preto rainha · f4 black circle · g4 black circle · h4 black circle · d3 black circle · e3 black circle · f3 black circle · c2 black circle · e2 black circle · g2 black circle · b1 black circle · e1 black circle · h1 black circle | a8 black circle · e8 black circle · b7 black circle · e7 black circle · h7 black circle · c6 black circle · e6 black circle · g6 black circle · d5 black circle · e5 black circle · f5 black circle · a4 black circle · b4 black circle · c4 black circle · d4 black circle · e4 preto rainha · f4 black circle · g4 black circle · h4 black circle · d3 black circle · e3 black circle · f3 black circle · c2 black circle · e2 black circle · g2 black circle · b1 black circle · e1 black circle · h1 black circle | a8 black circle · e8 black circle · b7 black circle · e7 black circle · h7 black circle · c6 black circle · e6 black circle · g6 black circle · d5 black circle · e5 black circle · f5 black circle · a4 black circle · b4 black circle · c4 black circle · d4 black circle · e4 preto rainha · f4 black circle · g4 black circle · h4 black circle · d3 black circle · e3 black circle · f3 black circle · c2 black circle · e2 black circle · g2 black circle · b1 black circle · e1 black circle · h1 black circle | a8 black circle · e8 black circle · b7 black circle · e7 black circle · h7 black circle · c6 black circle · e6 black circle · g6 black circle · d5 black circle · e5 black circle · f5 black circle · a4 black circle · b4 black circle · c4 black circle · d4 black circle · e4 preto rainha · f4 black circle · g4 black circle · h4 black circle · d3 black circle · e3 black circle · f3 black circle · c2 black circle · e2 black circle · g2 black circle · b1 black circle · e1 black circle · h1 black circle | a8 black circle · e8 black circle · b7 black circle · e7 black circle · h7 black circle · c6 black circle · e6 black circle · g6 black circle · d5 black circle · e5 black circle · f5 black circle · a4 black circle · b4 black circle · c4 black circle · d4 black circle · e4 preto rainha · f4 black circle · g4 black circle · h4 black circle · d3 black circle · e3 black circle · f3 black circle · c2 black circle · e2 black circle · g2 black circle · b1 black circle · e1 black circle · h1 black circle | 5 |
| 4 | a8 black circle · e8 black circle · b7 black circle · e7 black circle · h7 black circle · c6 black circle · e6 black circle · g6 black circle · d5 black circle · e5 black circle · f5 black circle · a4 black circle · b4 black circle · c4 black circle · d4 black circle · e4 preto rainha · f4 black circle · g4 black circle · h4 black circle · d3 black circle · e3 black circle · f3 black circle · c2 black circle · e2 black circle · g2 black circle · b1 black circle · e1 black circle · h1 black circle | a8 black circle · e8 black circle · b7 black circle · e7 black circle · h7 black circle · c6 black circle · e6 black circle · g6 black circle · d5 black circle · e5 black circle · f5 black circle · a4 black circle · b4 black circle · c4 black circle · d4 black circle · e4 preto rainha · f4 black circle · g4 black circle · h4 black circle · d3 black circle · e3 black circle · f3 black circle · c2 black circle · e2 black circle · g2 black circle · b1 black circle · e1 black circle · h1 black circle | a8 black circle · e8 black circle · b7 black circle · e7 black circle · h7 black circle · c6 black circle · e6 black circle · g6 black circle · d5 black circle · e5 black circle · f5 black circle · a4 black circle · b4 black circle · c4 black circle · d4 black circle · e4 preto rainha · f4 black circle · g4 black circle · h4 black circle · d3 black circle · e3 black circle · f3 black circle · c2 black circle · e2 black circle · g2 black circle · b1 black circle · e1 black circle · h1 black circle | a8 black circle · e8 black circle · b7 black circle · e7 black circle · h7 black circle · c6 black circle · e6 black circle · g6 black circle · d5 black circle · e5 black circle · f5 black circle · a4 black circle · b4 black circle · c4 black circle · d4 black circle · e4 preto rainha · f4 black circle · g4 black circle · h4 black circle · d3 black circle · e3 black circle · f3 black circle · c2 black circle · e2 black circle · g2 black circle · b1 black circle · e1 black circle · h1 black circle | a8 black circle · e8 black circle · b7 black circle · e7 black circle · h7 black circle · c6 black circle · e6 black circle · g6 black circle · d5 black circle · e5 black circle · f5 black circle · a4 black circle · b4 black circle · c4 black circle · d4 black circle · e4 preto rainha · f4 black circle · g4 black circle · h4 black circle · d3 black circle · e3 black circle · f3 black circle · c2 black circle · e2 black circle · g2 black circle · b1 black circle · e1 black circle · h1 black circle | a8 black circle · e8 black circle · b7 black circle · e7 black circle · h7 black circle · c6 black circle · e6 black circle · g6 black circle · d5 black circle · e5 black circle · f5 black circle · a4 black circle · b4 black circle · c4 black circle · d4 black circle · e4 preto rainha · f4 black circle · g4 black circle · h4 black circle · d3 black circle · e3 black circle · f3 black circle · c2 black circle · e2 black circle · g2 black circle · b1 black circle · e1 black circle · h1 black circle | a8 black circle · e8 black circle · b7 black circle · e7 black circle · h7 black circle · c6 black circle · e6 black circle · g6 black circle · d5 black circle · e5 black circle · f5 black circle · a4 black circle · b4 black circle · c4 black circle · d4 black circle · e4 preto rainha · f4 black circle · g4 black circle · h4 black circle · d3 black circle · e3 black circle · f3 black circle · c2 black circle · e2 black circle · g2 black circle · b1 black circle · e1 black circle · h1 black circle | a8 black circle · e8 black circle · b7 black circle · e7 black circle · h7 black circle · c6 black circle · e6 black circle · g6 black circle · d5 black circle · e5 black circle · f5 black circle · a4 black circle · b4 black circle · c4 black circle · d4 black circle · e4 preto rainha · f4 black circle · g4 black circle · h4 black circle · d3 black circle · e3 black circle · f3 black circle · c2 black circle · e2 black circle · g2 black circle · b1 black circle · e1 black circle · h1 black circle | 4 |
| 3 | a8 black circle · e8 black circle · b7 black circle · e7 black circle · h7 black circle · c6 black circle · e6 black circle · g6 black circle · d5 black circle · e5 black circle · f5 black circle · a4 black circle · b4 black circle · c4 black circle · d4 black circle · e4 preto rainha · f4 black circle · g4 black circle · h4 black circle · d3 black circle · e3 black circle · f3 black circle · c2 black circle · e2 black circle · g2 black circle · b1 black circle · e1 black circle · h1 black circle | a8 black circle · e8 black circle · b7 black circle · e7 black circle · h7 black circle · c6 black circle · e6 black circle · g6 black circle · d5 black circle · e5 black circle · f5 black circle · a4 black circle · b4 black circle · c4 black circle · d4 black circle · e4 preto rainha · f4 black circle · g4 black circle · h4 black circle · d3 black circle · e3 black circle · f3 black circle · c2 black circle · e2 black circle · g2 black circle · b1 black circle · e1 black circle · h1 black circle | a8 black circle · e8 black circle · b7 black circle · e7 black circle · h7 black circle · c6 black circle · e6 black circle · g6 black circle · d5 black circle · e5 black circle · f5 black circle · a4 black circle · b4 black circle · c4 black circle · d4 black circle · e4 preto rainha · f4 black circle · g4 black circle · h4 black circle · d3 black circle · e3 black circle · f3 black circle · c2 black circle · e2 black circle · g2 black circle · b1 black circle · e1 black circle · h1 black circle | a8 black circle · e8 black circle · b7 black circle · e7 black circle · h7 black circle · c6 black circle · e6 black circle · g6 black circle · d5 black circle · e5 black circle · f5 black circle · a4 black circle · b4 black circle · c4 black circle · d4 black circle · e4 preto rainha · f4 black circle · g4 black circle · h4 black circle · d3 black circle · e3 black circle · f3 black circle · c2 black circle · e2 black circle · g2 black circle · b1 black circle · e1 black circle · h1 black circle | a8 black circle · e8 black circle · b7 black circle · e7 black circle · h7 black circle · c6 black circle · e6 black circle · g6 black circle · d5 black circle · e5 black circle · f5 black circle · a4 black circle · b4 black circle · c4 black circle · d4 black circle · e4 preto rainha · f4 black circle · g4 black circle · h4 black circle · d3 black circle · e3 black circle · f3 black circle · c2 black circle · e2 black circle · g2 black circle · b1 black circle · e1 black circle · h1 black circle | a8 black circle · e8 black circle · b7 black circle · e7 black circle · h7 black circle · c6 black circle · e6 black circle · g6 black circle · d5 black circle · e5 black circle · f5 black circle · a4 black circle · b4 black circle · c4 black circle · d4 black circle · e4 preto rainha · f4 black circle · g4 black circle · h4 black circle · d3 black circle · e3 black circle · f3 black circle · c2 black circle · e2 black circle · g2 black circle · b1 black circle · e1 black circle · h1 black circle | a8 black circle · e8 black circle · b7 black circle · e7 black circle · h7 black circle · c6 black circle · e6 black circle · g6 black circle · d5 black circle · e5 black circle · f5 black circle · a4 black circle · b4 black circle · c4 black circle · d4 black circle · e4 preto rainha · f4 black circle · g4 black circle · h4 black circle · d3 black circle · e3 black circle · f3 black circle · c2 black circle · e2 black circle · g2 black circle · b1 black circle · e1 black circle · h1 black circle | a8 black circle · e8 black circle · b7 black circle · e7 black circle · h7 black circle · c6 black circle · e6 black circle · g6 black circle · d5 black circle · e5 black circle · f5 black circle · a4 black circle · b4 black circle · c4 black circle · d4 black circle · e4 preto rainha · f4 black circle · g4 black circle · h4 black circle · d3 black circle · e3 black circle · f3 black circle · c2 black circle · e2 black circle · g2 black circle · b1 black circle · e1 black circle · h1 black circle | 3 |
| 2 | a8 black circle · e8 black circle · b7 black circle · e7 black circle · h7 black circle · c6 black circle · e6 black circle · g6 black circle · d5 black circle · e5 black circle · f5 black circle · a4 black circle · b4 black circle · c4 black circle · d4 black circle · e4 preto rainha · f4 black circle · g4 black circle · h4 black circle · d3 black circle · e3 black circle · f3 black circle · c2 black circle · e2 black circle · g2 black circle · b1 black circle · e1 black circle · h1 black circle | a8 black circle · e8 black circle · b7 black circle · e7 black circle · h7 black circle · c6 black circle · e6 black circle · g6 black circle · d5 black circle · e5 black circle · f5 black circle · a4 black circle · b4 black circle · c4 black circle · d4 black circle · e4 preto rainha · f4 black circle · g4 black circle · h4 black circle · d3 black circle · e3 black circle · f3 black circle · c2 black circle · e2 black circle · g2 black circle · b1 black circle · e1 black circle · h1 black circle | a8 black circle · e8 black circle · b7 black circle · e7 black circle · h7 black circle · c6 black circle · e6 black circle · g6 black circle · d5 black circle · e5 black circle · f5 black circle · a4 black circle · b4 black circle · c4 black circle · d4 black circle · e4 preto rainha · f4 black circle · g4 black circle · h4 black circle · d3 black circle · e3 black circle · f3 black circle · c2 black circle · e2 black circle · g2 black circle · b1 black circle · e1 black circle · h1 black circle | a8 black circle · e8 black circle · b7 black circle · e7 black circle · h7 black circle · c6 black circle · e6 black circle · g6 black circle · d5 black circle · e5 black circle · f5 black circle · a4 black circle · b4 black circle · c4 black circle · d4 black circle · e4 preto rainha · f4 black circle · g4 black circle · h4 black circle · d3 black circle · e3 black circle · f3 black circle · c2 black circle · e2 black circle · g2 black circle · b1 black circle · e1 black circle · h1 black circle | a8 black circle · e8 black circle · b7 black circle · e7 black circle · h7 black circle · c6 black circle · e6 black circle · g6 black circle · d5 black circle · e5 black circle · f5 black circle · a4 black circle · b4 black circle · c4 black circle · d4 black circle · e4 preto rainha · f4 black circle · g4 black circle · h4 black circle · d3 black circle · e3 black circle · f3 black circle · c2 black circle · e2 black circle · g2 black circle · b1 black circle · e1 black circle · h1 black circle | a8 black circle · e8 black circle · b7 black circle · e7 black circle · h7 black circle · c6 black circle · e6 black circle · g6 black circle · d5 black circle · e5 black circle · f5 black circle · a4 black circle · b4 black circle · c4 black circle · d4 black circle · e4 preto rainha · f4 black circle · g4 black circle · h4 black circle · d3 black circle · e3 black circle · f3 black circle · c2 black circle · e2 black circle · g2 black circle · b1 black circle · e1 black circle · h1 black circle | a8 black circle · e8 black circle · b7 black circle · e7 black circle · h7 black circle · c6 black circle · e6 black circle · g6 black circle · d5 black circle · e5 black circle · f5 black circle · a4 black circle · b4 black circle · c4 black circle · d4 black circle · e4 preto rainha · f4 black circle · g4 black circle · h4 black circle · d3 black circle · e3 black circle · f3 black circle · c2 black circle · e2 black circle · g2 black circle · b1 black circle · e1 black circle · h1 black circle | a8 black circle · e8 black circle · b7 black circle · e7 black circle · h7 black circle · c6 black circle · e6 black circle · g6 black circle · d5 black circle · e5 black circle · f5 black circle · a4 black circle · b4 black circle · c4 black circle · d4 black circle · e4 preto rainha · f4 black circle · g4 black circle · h4 black circle · d3 black circle · e3 black circle · f3 black circle · c2 black circle · e2 black circle · g2 black circle · b1 black circle · e1 black circle · h1 black circle | 2 |
| 1 | a8 black circle · e8 black circle · b7 black circle · e7 black circle · h7 black circle · c6 black circle · e6 black circle · g6 black circle · d5 black circle · e5 black circle · f5 black circle · a4 black circle · b4 black circle · c4 black circle · d4 black circle · e4 preto rainha · f4 black circle · g4 black circle · h4 black circle · d3 black circle · e3 black circle · f3 black circle · c2 black circle · e2 black circle · g2 black circle · b1 black circle · e1 black circle · h1 black circle | a8 black circle · e8 black circle · b7 black circle · e7 black circle · h7 black circle · c6 black circle · e6 black circle · g6 black circle · d5 black circle · e5 black circle · f5 black circle · a4 black circle · b4 black circle · c4 black circle · d4 black circle · e4 preto rainha · f4 black circle · g4 black circle · h4 black circle · d3 black circle · e3 black circle · f3 black circle · c2 black circle · e2 black circle · g2 black circle · b1 black circle · e1 black circle · h1 black circle | a8 black circle · e8 black circle · b7 black circle · e7 black circle · h7 black circle · c6 black circle · e6 black circle · g6 black circle · d5 black circle · e5 black circle · f5 black circle · a4 black circle · b4 black circle · c4 black circle · d4 black circle · e4 preto rainha · f4 black circle · g4 black circle · h4 black circle · d3 black circle · e3 black circle · f3 black circle · c2 black circle · e2 black circle · g2 black circle · b1 black circle · e1 black circle · h1 black circle | a8 black circle · e8 black circle · b7 black circle · e7 black circle · h7 black circle · c6 black circle · e6 black circle · g6 black circle · d5 black circle · e5 black circle · f5 black circle · a4 black circle · b4 black circle · c4 black circle · d4 black circle · e4 preto rainha · f4 black circle · g4 black circle · h4 black circle · d3 black circle · e3 black circle · f3 black circle · c2 black circle · e2 black circle · g2 black circle · b1 black circle · e1 black circle · h1 black circle | a8 black circle · e8 black circle · b7 black circle · e7 black circle · h7 black circle · c6 black circle · e6 black circle · g6 black circle · d5 black circle · e5 black circle · f5 black circle · a4 black circle · b4 black circle · c4 black circle · d4 black circle · e4 preto rainha · f4 black circle · g4 black circle · h4 black circle · d3 black circle · e3 black circle · f3 black circle · c2 black circle · e2 black circle · g2 black circle · b1 black circle · e1 black circle · h1 black circle | a8 black circle · e8 black circle · b7 black circle · e7 black circle · h7 black circle · c6 black circle · e6 black circle · g6 black circle · d5 black circle · e5 black circle · f5 black circle · a4 black circle · b4 black circle · c4 black circle · d4 black circle · e4 preto rainha · f4 black circle · g4 black circle · h4 black circle · d3 black circle · e3 black circle · f3 black circle · c2 black circle · e2 black circle · g2 black circle · b1 black circle · e1 black circle · h1 black circle | a8 black circle · e8 black circle · b7 black circle · e7 black circle · h7 black circle · c6 black circle · e6 black circle · g6 black circle · d5 black circle · e5 black circle · f5 black circle · a4 black circle · b4 black circle · c4 black circle · d4 black circle · e4 preto rainha · f4 black circle · g4 black circle · h4 black circle · d3 black circle · e3 black circle · f3 black circle · c2 black circle · e2 black circle · g2 black circle · b1 black circle · e1 black circle · h1 black circle | a8 black circle · e8 black circle · b7 black circle · e7 black circle · h7 black circle · c6 black circle · e6 black circle · g6 black circle · d5 black circle · e5 black circle · f5 black circle · a4 black circle · b4 black circle · c4 black circle · d4 black circle · e4 preto rainha · f4 black circle · g4 black circle · h4 black circle · d3 black circle · e3 black circle · f3 black circle · c2 black circle · e2 black circle · g2 black circle · b1 black circle · e1 black circle · h1 black circle | 1 |
|   | a | b | c | d | e | f | g | h |   |

|   | a | b | c | d | e | f | g | h |   |
| 8 | f8 preto bispo · g8 preto cavalo · h8 preto torre · e7 black circle · f7 preto peão · g7 preto peão · h7 preto peão · f6 black circle · h6 black circle · b5 black circle · d5 black circle · a4 black circle · e4 black circle · c3 branco cavalo · a2 black circle · e2 black circle · b1 black circle · d1 black circle | f8 preto bispo · g8 preto cavalo · h8 preto torre · e7 black circle · f7 preto peão · g7 preto peão · h7 preto peão · f6 black circle · h6 black circle · b5 black circle · d5 black circle · a4 black circle · e4 black circle · c3 branco cavalo · a2 black circle · e2 black circle · b1 black circle · d1 black circle | f8 preto bispo · g8 preto cavalo · h8 preto torre · e7 black circle · f7 preto peão · g7 preto peão · h7 preto peão · f6 black circle · h6 black circle · b5 black circle · d5 black circle · a4 black circle · e4 black circle · c3 branco cavalo · a2 black circle · e2 black circle · b1 black circle · d1 black circle | f8 preto bispo · g8 preto cavalo · h8 preto torre · e7 black circle · f7 preto peão · g7 preto peão · h7 preto peão · f6 black circle · h6 black circle · b5 black circle · d5 black circle · a4 black circle · e4 black circle · c3 branco cavalo · a2 black circle · e2 black circle · b1 black circle · d1 black circle | f8 preto bispo · g8 preto cavalo · h8 preto torre · e7 black circle · f7 preto peão · g7 preto peão · h7 preto peão · f6 black circle · h6 black circle · b5 black circle · d5 black circle · a4 black circle · e4 black circle · c3 branco cavalo · a2 black circle · e2 black circle · b1 black circle · d1 black circle | f8 preto bispo · g8 preto cavalo · h8 preto torre · e7 black circle · f7 preto peão · g7 preto peão · h7 preto peão · f6 black circle · h6 black circle · b5 black circle · d5 black circle · a4 black circle · e4 black circle · c3 branco cavalo · a2 black circle · e2 black circle · b1 black circle · d1 black circle | f8 preto bispo · g8 preto cavalo · h8 preto torre · e7 black circle · f7 preto peão · g7 preto peão · h7 preto peão · f6 black circle · h6 black circle · b5 black circle · d5 black circle · a4 black circle · e4 black circle · c3 branco cavalo · a2 black circle · e2 black circle · b1 black circle · d1 black circle | f8 preto bispo · g8 preto cavalo · h8 preto torre · e7 black circle · f7 preto peão · g7 preto peão · h7 preto peão · f6 black circle · h6 black circle · b5 black circle · d5 black circle · a4 black circle · e4 black circle · c3 branco cavalo · a2 black circle · e2 black circle · b1 black circle · d1 black circle | 8 |
| 7 | f8 preto bispo · g8 preto cavalo · h8 preto torre · e7 black circle · f7 preto peão · g7 preto peão · h7 preto peão · f6 black circle · h6 black circle · b5 black circle · d5 black circle · a4 black circle · e4 black circle · c3 branco cavalo · a2 black circle · e2 black circle · b1 black circle · d1 black circle | f8 preto bispo · g8 preto cavalo · h8 preto torre · e7 black circle · f7 preto peão · g7 preto peão · h7 preto peão · f6 black circle · h6 black circle · b5 black circle · d5 black circle · a4 black circle · e4 black circle · c3 branco cavalo · a2 black circle · e2 black circle · b1 black circle · d1 black circle | f8 preto bispo · g8 preto cavalo · h8 preto torre · e7 black circle · f7 preto peão · g7 preto peão · h7 preto peão · f6 black circle · h6 black circle · b5 black circle · d5 black circle · a4 black circle · e4 black circle · c3 branco cavalo · a2 black circle · e2 black circle · b1 black circle · d1 black circle | f8 preto bispo · g8 preto cavalo · h8 preto torre · e7 black circle · f7 preto peão · g7 preto peão · h7 preto peão · f6 black circle · h6 black circle · b5 black circle · d5 black circle · a4 black circle · e4 black circle · c3 branco cavalo · a2 black circle · e2 black circle · b1 black circle · d1 black circle | f8 preto bispo · g8 preto cavalo · h8 preto torre · e7 black circle · f7 preto peão · g7 preto peão · h7 preto peão · f6 black circle · h6 black circle · b5 black circle · d5 black circle · a4 black circle · e4 black circle · c3 branco cavalo · a2 black circle · e2 black circle · b1 black circle · d1 black circle | f8 preto bispo · g8 preto cavalo · h8 preto torre · e7 black circle · f7 preto peão · g7 preto peão · h7 preto peão · f6 black circle · h6 black circle · b5 black circle · d5 black circle · a4 black circle · e4 black circle · c3 branco cavalo · a2 black circle · e2 black circle · b1 black circle · d1 black circle | f8 preto bispo · g8 preto cavalo · h8 preto torre · e7 black circle · f7 preto peão · g7 preto peão · h7 preto peão · f6 black circle · h6 black circle · b5 black circle · d5 black circle · a4 black circle · e4 black circle · c3 branco cavalo · a2 black circle · e2 black circle · b1 black circle · d1 black circle | f8 preto bispo · g8 preto cavalo · h8 preto torre · e7 black circle · f7 preto peão · g7 preto peão · h7 preto peão · f6 black circle · h6 black circle · b5 black circle · d5 black circle · a4 black circle · e4 black circle · c3 branco cavalo · a2 black circle · e2 black circle · b1 black circle · d1 black circle | 7 |
| 6 | f8 preto bispo · g8 preto cavalo · h8 preto torre · e7 black circle · f7 preto peão · g7 preto peão · h7 preto peão · f6 black circle · h6 black circle · b5 black circle · d5 black circle · a4 black circle · e4 black circle · c3 branco cavalo · a2 black circle · e2 black circle · b1 black circle · d1 black circle | f8 preto bispo · g8 preto cavalo · h8 preto torre · e7 black circle · f7 preto peão · g7 preto peão · h7 preto peão · f6 black circle · h6 black circle · b5 black circle · d5 black circle · a4 black circle · e4 black circle · c3 branco cavalo · a2 black circle · e2 black circle · b1 black circle · d1 black circle | f8 preto bispo · g8 preto cavalo · h8 preto torre · e7 black circle · f7 preto peão · g7 preto peão · h7 preto peão · f6 black circle · h6 black circle · b5 black circle · d5 black circle · a4 black circle · e4 black circle · c3 branco cavalo · a2 black circle · e2 black circle · b1 black circle · d1 black circle | f8 preto bispo · g8 preto cavalo · h8 preto torre · e7 black circle · f7 preto peão · g7 preto peão · h7 preto peão · f6 black circle · h6 black circle · b5 black circle · d5 black circle · a4 black circle · e4 black circle · c3 branco cavalo · a2 black circle · e2 black circle · b1 black circle · d1 black circle | f8 preto bispo · g8 preto cavalo · h8 preto torre · e7 black circle · f7 preto peão · g7 preto peão · h7 preto peão · f6 black circle · h6 black circle · b5 black circle · d5 black circle · a4 black circle · e4 black circle · c3 branco cavalo · a2 black circle · e2 black circle · b1 black circle · d1 black circle | f8 preto bispo · g8 preto cavalo · h8 preto torre · e7 black circle · f7 preto peão · g7 preto peão · h7 preto peão · f6 black circle · h6 black circle · b5 black circle · d5 black circle · a4 black circle · e4 black circle · c3 branco cavalo · a2 black circle · e2 black circle · b1 black circle · d1 black circle | f8 preto bispo · g8 preto cavalo · h8 preto torre · e7 black circle · f7 preto peão · g7 preto peão · h7 preto peão · f6 black circle · h6 black circle · b5 black circle · d5 black circle · a4 black circle · e4 black circle · c3 branco cavalo · a2 black circle · e2 black circle · b1 black circle · d1 black circle | f8 preto bispo · g8 preto cavalo · h8 preto torre · e7 black circle · f7 preto peão · g7 preto peão · h7 preto peão · f6 black circle · h6 black circle · b5 black circle · d5 black circle · a4 black circle · e4 black circle · c3 branco cavalo · a2 black circle · e2 black circle · b1 black circle · d1 black circle | 6 |
| 5 | f8 preto bispo · g8 preto cavalo · h8 preto torre · e7 black circle · f7 preto peão · g7 preto peão · h7 preto peão · f6 black circle · h6 black circle · b5 black circle · d5 black circle · a4 black circle · e4 black circle · c3 branco cavalo · a2 black circle · e2 black circle · b1 black circle · d1 black circle | f8 preto bispo · g8 preto cavalo · h8 preto torre · e7 black circle · f7 preto peão · g7 preto peão · h7 preto peão · f6 black circle · h6 black circle · b5 black circle · d5 black circle · a4 black circle · e4 black circle · c3 branco cavalo · a2 black circle · e2 black circle · b1 black circle · d1 black circle | f8 preto bispo · g8 preto cavalo · h8 preto torre · e7 black circle · f7 preto peão · g7 preto peão · h7 preto peão · f6 black circle · h6 black circle · b5 black circle · d5 black circle · a4 black circle · e4 black circle · c3 branco cavalo · a2 black circle · e2 black circle · b1 black circle · d1 black circle | f8 preto bispo · g8 preto cavalo · h8 preto torre · e7 black circle · f7 preto peão · g7 preto peão · h7 preto peão · f6 black circle · h6 black circle · b5 black circle · d5 black circle · a4 black circle · e4 black circle · c3 branco cavalo · a2 black circle · e2 black circle · b1 black circle · d1 black circle | f8 preto bispo · g8 preto cavalo · h8 preto torre · e7 black circle · f7 preto peão · g7 preto peão · h7 preto peão · f6 black circle · h6 black circle · b5 black circle · d5 black circle · a4 black circle · e4 black circle · c3 branco cavalo · a2 black circle · e2 black circle · b1 black circle · d1 black circle | f8 preto bispo · g8 preto cavalo · h8 preto torre · e7 black circle · f7 preto peão · g7 preto peão · h7 preto peão · f6 black circle · h6 black circle · b5 black circle · d5 black circle · a4 black circle · e4 black circle · c3 branco cavalo · a2 black circle · e2 black circle · b1 black circle · d1 black circle | f8 preto bispo · g8 preto cavalo · h8 preto torre · e7 black circle · f7 preto peão · g7 preto peão · h7 preto peão · f6 black circle · h6 black circle · b5 black circle · d5 black circle · a4 black circle · e4 black circle · c3 branco cavalo · a2 black circle · e2 black circle · b1 black circle · d1 black circle | f8 preto bispo · g8 preto cavalo · h8 preto torre · e7 black circle · f7 preto peão · g7 preto peão · h7 preto peão · f6 black circle · h6 black circle · b5 black circle · d5 black circle · a4 black circle · e4 black circle · c3 branco cavalo · a2 black circle · e2 black circle · b1 black circle · d1 black circle | 5 |
| 4 | f8 preto bispo · g8 preto cavalo · h8 preto torre · e7 black circle · f7 preto peão · g7 preto peão · h7 preto peão · f6 black circle · h6 black circle · b5 black circle · d5 black circle · a4 black circle · e4 black circle · c3 branco cavalo · a2 black circle · e2 black circle · b1 black circle · d1 black circle | f8 preto bispo · g8 preto cavalo · h8 preto torre · e7 black circle · f7 preto peão · g7 preto peão · h7 preto peão · f6 black circle · h6 black circle · b5 black circle · d5 black circle · a4 black circle · e4 black circle · c3 branco cavalo · a2 black circle · e2 black circle · b1 black circle · d1 black circle | f8 preto bispo · g8 preto cavalo · h8 preto torre · e7 black circle · f7 preto peão · g7 preto peão · h7 preto peão · f6 black circle · h6 black circle · b5 black circle · d5 black circle · a4 black circle · e4 black circle · c3 branco cavalo · a2 black circle · e2 black circle · b1 black circle · d1 black circle | f8 preto bispo · g8 preto cavalo · h8 preto torre · e7 black circle · f7 preto peão · g7 preto peão · h7 preto peão · f6 black circle · h6 black circle · b5 black circle · d5 black circle · a4 black circle · e4 black circle · c3 branco cavalo · a2 black circle · e2 black circle · b1 black circle · d1 black circle | f8 preto bispo · g8 preto cavalo · h8 preto torre · e7 black circle · f7 preto peão · g7 preto peão · h7 preto peão · f6 black circle · h6 black circle · b5 black circle · d5 black circle · a4 black circle · e4 black circle · c3 branco cavalo · a2 black circle · e2 black circle · b1 black circle · d1 black circle | f8 preto bispo · g8 preto cavalo · h8 preto torre · e7 black circle · f7 preto peão · g7 preto peão · h7 preto peão · f6 black circle · h6 black circle · b5 black circle · d5 black circle · a4 black circle · e4 black circle · c3 branco cavalo · a2 black circle · e2 black circle · b1 black circle · d1 black circle | f8 preto bispo · g8 preto cavalo · h8 preto torre · e7 black circle · f7 preto peão · g7 preto peão · h7 preto peão · f6 black circle · h6 black circle · b5 black circle · d5 black circle · a4 black circle · e4 black circle · c3 branco cavalo · a2 black circle · e2 black circle · b1 black circle · d1 black circle | f8 preto bispo · g8 preto cavalo · h8 preto torre · e7 black circle · f7 preto peão · g7 preto peão · h7 preto peão · f6 black circle · h6 black circle · b5 black circle · d5 black circle · a4 black circle · e4 black circle · c3 branco cavalo · a2 black circle · e2 black circle · b1 black circle · d1 black circle | 4 |
| 3 | f8 preto bispo · g8 preto cavalo · h8 preto torre · e7 black circle · f7 preto peão · g7 preto peão · h7 preto peão · f6 black circle · h6 black circle · b5 black circle · d5 black circle · a4 black circle · e4 black circle · c3 branco cavalo · a2 black circle · e2 black circle · b1 black circle · d1 black circle | f8 preto bispo · g8 preto cavalo · h8 preto torre · e7 black circle · f7 preto peão · g7 preto peão · h7 preto peão · f6 black circle · h6 black circle · b5 black circle · d5 black circle · a4 black circle · e4 black circle · c3 branco cavalo · a2 black circle · e2 black circle · b1 black circle · d1 black circle | f8 preto bispo · g8 preto cavalo · h8 preto torre · e7 black circle · f7 preto peão · g7 preto peão · h7 preto peão · f6 black circle · h6 black circle · b5 black circle · d5 black circle · a4 black circle · e4 black circle · c3 branco cavalo · a2 black circle · e2 black circle · b1 black circle · d1 black circle | f8 preto bispo · g8 preto cavalo · h8 preto torre · e7 black circle · f7 preto peão · g7 preto peão · h7 preto peão · f6 black circle · h6 black circle · b5 black circle · d5 black circle · a4 black circle · e4 black circle · c3 branco cavalo · a2 black circle · e2 black circle · b1 black circle · d1 black circle | f8 preto bispo · g8 preto cavalo · h8 preto torre · e7 black circle · f7 preto peão · g7 preto peão · h7 preto peão · f6 black circle · h6 black circle · b5 black circle · d5 black circle · a4 black circle · e4 black circle · c3 branco cavalo · a2 black circle · e2 black circle · b1 black circle · d1 black circle | f8 preto bispo · g8 preto cavalo · h8 preto torre · e7 black circle · f7 preto peão · g7 preto peão · h7 preto peão · f6 black circle · h6 black circle · b5 black circle · d5 black circle · a4 black circle · e4 black circle · c3 branco cavalo · a2 black circle · e2 black circle · b1 black circle · d1 black circle | f8 preto bispo · g8 preto cavalo · h8 preto torre · e7 black circle · f7 preto peão · g7 preto peão · h7 preto peão · f6 black circle · h6 black circle · b5 black circle · d5 black circle · a4 black circle · e4 black circle · c3 branco cavalo · a2 black circle · e2 black circle · b1 black circle · d1 black circle | f8 preto bispo · g8 preto cavalo · h8 preto torre · e7 black circle · f7 preto peão · g7 preto peão · h7 preto peão · f6 black circle · h6 black circle · b5 black circle · d5 black circle · a4 black circle · e4 black circle · c3 branco cavalo · a2 black circle · e2 black circle · b1 black circle · d1 black circle | 3 |
| 2 | f8 preto bispo · g8 preto cavalo · h8 preto torre · e7 black circle · f7 preto peão · g7 preto peão · h7 preto peão · f6 black circle · h6 black circle · b5 black circle · d5 black circle · a4 black circle · e4 black circle · c3 branco cavalo · a2 black circle · e2 black circle · b1 black circle · d1 black circle | f8 preto bispo · g8 preto cavalo · h8 preto torre · e7 black circle · f7 preto peão · g7 preto peão · h7 preto peão · f6 black circle · h6 black circle · b5 black circle · d5 black circle · a4 black circle · e4 black circle · c3 branco cavalo · a2 black circle · e2 black circle · b1 black circle · d1 black circle | f8 preto bispo · g8 preto cavalo · h8 preto torre · e7 black circle · f7 preto peão · g7 preto peão · h7 preto peão · f6 black circle · h6 black circle · b5 black circle · d5 black circle · a4 black circle · e4 black circle · c3 branco cavalo · a2 black circle · e2 black circle · b1 black circle · d1 black circle | f8 preto bispo · g8 preto cavalo · h8 preto torre · e7 black circle · f7 preto peão · g7 preto peão · h7 preto peão · f6 black circle · h6 black circle · b5 black circle · d5 black circle · a4 black circle · e4 black circle · c3 branco cavalo · a2 black circle · e2 black circle · b1 black circle · d1 black circle | f8 preto bispo · g8 preto cavalo · h8 preto torre · e7 black circle · f7 preto peão · g7 preto peão · h7 preto peão · f6 black circle · h6 black circle · b5 black circle · d5 black circle · a4 black circle · e4 black circle · c3 branco cavalo · a2 black circle · e2 black circle · b1 black circle · d1 black circle | f8 preto bispo · g8 preto cavalo · h8 preto torre · e7 black circle · f7 preto peão · g7 preto peão · h7 preto peão · f6 black circle · h6 black circle · b5 black circle · d5 black circle · a4 black circle · e4 black circle · c3 branco cavalo · a2 black circle · e2 black circle · b1 black circle · d1 black circle | f8 preto bispo · g8 preto cavalo · h8 preto torre · e7 black circle · f7 preto peão · g7 preto peão · h7 preto peão · f6 black circle · h6 black circle · b5 black circle · d5 black circle · a4 black circle · e4 black circle · c3 branco cavalo · a2 black circle · e2 black circle · b1 black circle · d1 black circle | f8 preto bispo · g8 preto cavalo · h8 preto torre · e7 black circle · f7 preto peão · g7 preto peão · h7 preto peão · f6 black circle · h6 black circle · b5 black circle · d5 black circle · a4 black circle · e4 black circle · c3 branco cavalo · a2 black circle · e2 black circle · b1 black circle · d1 black circle | 2 |
| 1 | f8 preto bispo · g8 preto cavalo · h8 preto torre · e7 black circle · f7 preto peão · g7 preto peão · h7 preto peão · f6 black circle · h6 black circle · b5 black circle · d5 black circle · a4 black circle · e4 black circle · c3 branco cavalo · a2 black circle · e2 black circle · b1 black circle · d1 black circle | f8 preto bispo · g8 preto cavalo · h8 preto torre · e7 black circle · f7 preto peão · g7 preto peão · h7 preto peão · f6 black circle · h6 black circle · b5 black circle · d5 black circle · a4 black circle · e4 black circle · c3 branco cavalo · a2 black circle · e2 black circle · b1 black circle · d1 black circle | f8 preto bispo · g8 preto cavalo · h8 preto torre · e7 black circle · f7 preto peão · g7 preto peão · h7 preto peão · f6 black circle · h6 black circle · b5 black circle · d5 black circle · a4 black circle · e4 black circle · c3 branco cavalo · a2 black circle · e2 black circle · b1 black circle · d1 black circle | f8 preto bispo · g8 preto cavalo · h8 preto torre · e7 black circle · f7 preto peão · g7 preto peão · h7 preto peão · f6 black circle · h6 black circle · b5 black circle · d5 black circle · a4 black circle · e4 black circle · c3 branco cavalo · a2 black circle · e2 black circle · b1 black circle · d1 black circle | f8 preto bispo · g8 preto cavalo · h8 preto torre · e7 black circle · f7 preto peão · g7 preto peão · h7 preto peão · f6 black circle · h6 black circle · b5 black circle · d5 black circle · a4 black circle · e4 black circle · c3 branco cavalo · a2 black circle · e2 black circle · b1 black circle · d1 black circle | f8 preto bispo · g8 preto cavalo · h8 preto torre · e7 black circle · f7 preto peão · g7 preto peão · h7 preto peão · f6 black circle · h6 black circle · b5 black circle · d5 black circle · a4 black circle · e4 black circle · c3 branco cavalo · a2 black circle · e2 black circle · b1 black circle · d1 black circle | f8 preto bispo · g8 preto cavalo · h8 preto torre · e7 black circle · f7 preto peão · g7 preto peão · h7 preto peão · f6 black circle · h6 black circle · b5 black circle · d5 black circle · a4 black circle · e4 black circle · c3 branco cavalo · a2 black circle · e2 black circle · b1 black circle · d1 black circle | f8 preto bispo · g8 preto cavalo · h8 preto torre · e7 black circle · f7 preto peão · g7 preto peão · h7 preto peão · f6 black circle · h6 black circle · b5 black circle · d5 black circle · a4 black circle · e4 black circle · c3 branco cavalo · a2 black circle · e2 black circle · b1 black circle · d1 black circle | 1 |
|   | a | b | c | d | e | f | g | h |   |

|   | a | b | c | d | e | f | g | h |   |
| 8 | b7 preto torre · c7 black circle · d7 preto torre · c6 branco peão · e4 black circle · e3 black circle · e2 branco peão | b7 preto torre · c7 black circle · d7 preto torre · c6 branco peão · e4 black circle · e3 black circle · e2 branco peão | b7 preto torre · c7 black circle · d7 preto torre · c6 branco peão · e4 black circle · e3 black circle · e2 branco peão | b7 preto torre · c7 black circle · d7 preto torre · c6 branco peão · e4 black circle · e3 black circle · e2 branco peão | b7 preto torre · c7 black circle · d7 preto torre · c6 branco peão · e4 black circle · e3 black circle · e2 branco peão | b7 preto torre · c7 black circle · d7 preto torre · c6 branco peão · e4 black circle · e3 black circle · e2 branco peão | b7 preto torre · c7 black circle · d7 preto torre · c6 branco peão · e4 black circle · e3 black circle · e2 branco peão | b7 preto torre · c7 black circle · d7 preto torre · c6 branco peão · e4 black circle · e3 black circle · e2 branco peão | 8 |
| 7 | b7 preto torre · c7 black circle · d7 preto torre · c6 branco peão · e4 black circle · e3 black circle · e2 branco peão | b7 preto torre · c7 black circle · d7 preto torre · c6 branco peão · e4 black circle · e3 black circle · e2 branco peão | b7 preto torre · c7 black circle · d7 preto torre · c6 branco peão · e4 black circle · e3 black circle · e2 branco peão | b7 preto torre · c7 black circle · d7 preto torre · c6 branco peão · e4 black circle · e3 black circle · e2 branco peão | b7 preto torre · c7 black circle · d7 preto torre · c6 branco peão · e4 black circle · e3 black circle · e2 branco peão | b7 preto torre · c7 black circle · d7 preto torre · c6 branco peão · e4 black circle · e3 black circle · e2 branco peão | b7 preto torre · c7 black circle · d7 preto torre · c6 branco peão · e4 black circle · e3 black circle · e2 branco peão | b7 preto torre · c7 black circle · d7 preto torre · c6 branco peão · e4 black circle · e3 black circle · e2 branco peão | 7 |
| 6 | b7 preto torre · c7 black circle · d7 preto torre · c6 branco peão · e4 black circle · e3 black circle · e2 branco peão | b7 preto torre · c7 black circle · d7 preto torre · c6 branco peão · e4 black circle · e3 black circle · e2 branco peão | b7 preto torre · c7 black circle · d7 preto torre · c6 branco peão · e4 black circle · e3 black circle · e2 branco peão | b7 preto torre · c7 black circle · d7 preto torre · c6 branco peão · e4 black circle · e3 black circle · e2 branco peão | b7 preto torre · c7 black circle · d7 preto torre · c6 branco peão · e4 black circle · e3 black circle · e2 branco peão | b7 preto torre · c7 black circle · d7 preto torre · c6 branco peão · e4 black circle · e3 black circle · e2 branco peão | b7 preto torre · c7 black circle · d7 preto torre · c6 branco peão · e4 black circle · e3 black circle · e2 branco peão | b7 preto torre · c7 black circle · d7 preto torre · c6 branco peão · e4 black circle · e3 black circle · e2 branco peão | 6 |
| 5 | b7 preto torre · c7 black circle · d7 preto torre · c6 branco peão · e4 black circle · e3 black circle · e2 branco peão | b7 preto torre · c7 black circle · d7 preto torre · c6 branco peão · e4 black circle · e3 black circle · e2 branco peão | b7 preto torre · c7 black circle · d7 preto torre · c6 branco peão · e4 black circle · e3 black circle · e2 branco peão | b7 preto torre · c7 black circle · d7 preto torre · c6 branco peão · e4 black circle · e3 black circle · e2 branco peão | b7 preto torre · c7 black circle · d7 preto torre · c6 branco peão · e4 black circle · e3 black circle · e2 branco peão | b7 preto torre · c7 black circle · d7 preto torre · c6 branco peão · e4 black circle · e3 black circle · e2 branco peão | b7 preto torre · c7 black circle · d7 preto torre · c6 branco peão · e4 black circle · e3 black circle · e2 branco peão | b7 preto torre · c7 black circle · d7 preto torre · c6 branco peão · e4 black circle · e3 black circle · e2 branco peão | 5 |
| 4 | b7 preto torre · c7 black circle · d7 preto torre · c6 branco peão · e4 black circle · e3 black circle · e2 branco peão | b7 preto torre · c7 black circle · d7 preto torre · c6 branco peão · e4 black circle · e3 black circle · e2 branco peão | b7 preto torre · c7 black circle · d7 preto torre · c6 branco peão · e4 black circle · e3 black circle · e2 branco peão | b7 preto torre · c7 black circle · d7 preto torre · c6 branco peão · e4 black circle · e3 black circle · e2 branco peão | b7 preto torre · c7 black circle · d7 preto torre · c6 branco peão · e4 black circle · e3 black circle · e2 branco peão | b7 preto torre · c7 black circle · d7 preto torre · c6 branco peão · e4 black circle · e3 black circle · e2 branco peão | b7 preto torre · c7 black circle · d7 preto torre · c6 branco peão · e4 black circle · e3 black circle · e2 branco peão | b7 preto torre · c7 black circle · d7 preto torre · c6 branco peão · e4 black circle · e3 black circle · e2 branco peão | 4 |
| 3 | b7 preto torre · c7 black circle · d7 preto torre · c6 branco peão · e4 black circle · e3 black circle · e2 branco peão | b7 preto torre · c7 black circle · d7 preto torre · c6 branco peão · e4 black circle · e3 black circle · e2 branco peão | b7 preto torre · c7 black circle · d7 preto torre · c6 branco peão · e4 black circle · e3 black circle · e2 branco peão | b7 preto torre · c7 black circle · d7 preto torre · c6 branco peão · e4 black circle · e3 black circle · e2 branco peão | b7 preto torre · c7 black circle · d7 preto torre · c6 branco peão · e4 black circle · e3 black circle · e2 branco peão | b7 preto torre · c7 black circle · d7 preto torre · c6 branco peão · e4 black circle · e3 black circle · e2 branco peão | b7 preto torre · c7 black circle · d7 preto torre · c6 branco peão · e4 black circle · e3 black circle · e2 branco peão | b7 preto torre · c7 black circle · d7 preto torre · c6 branco peão · e4 black circle · e3 black circle · e2 branco peão | 3 |
| 2 | b7 preto torre · c7 black circle · d7 preto torre · c6 branco peão · e4 black circle · e3 black circle · e2 branco peão | b7 preto torre · c7 black circle · d7 preto torre · c6 branco peão · e4 black circle · e3 black circle · e2 branco peão | b7 preto torre · c7 black circle · d7 preto torre · c6 branco peão · e4 black circle · e3 black circle · e2 branco peão | b7 preto torre · c7 black circle · d7 preto torre · c6 branco peão · e4 black circle · e3 black circle · e2 branco peão | b7 preto torre · c7 black circle · d7 preto torre · c6 branco peão · e4 black circle · e3 black circle · e2 branco peão | b7 preto torre · c7 black circle · d7 preto torre · c6 branco peão · e4 black circle · e3 black circle · e2 branco peão | b7 preto torre · c7 black circle · d7 preto torre · c6 branco peão · e4 black circle · e3 black circle · e2 branco peão | b7 preto torre · c7 black circle · d7 preto torre · c6 branco peão · e4 black circle · e3 black circle · e2 branco peão | 2 |
| 1 | b7 preto torre · c7 black circle · d7 preto torre · c6 branco peão · e4 black circle · e3 black circle · e2 branco peão | b7 preto torre · c7 black circle · d7 preto torre · c6 branco peão · e4 black circle · e3 black circle · e2 branco peão | b7 preto torre · c7 black circle · d7 preto torre · c6 branco peão · e4 black circle · e3 black circle · e2 branco peão | b7 preto torre · c7 black circle · d7 preto torre · c6 branco peão · e4 black circle · e3 black circle · e2 branco peão | b7 preto torre · c7 black circle · d7 preto torre · c6 branco peão · e4 black circle · e3 black circle · e2 branco peão | b7 preto torre · c7 black circle · d7 preto torre · c6 branco peão · e4 black circle · e3 black circle · e2 branco peão | b7 preto torre · c7 black circle · d7 preto torre · c6 branco peão · e4 black circle · e3 black circle · e2 branco peão | b7 preto torre · c7 black circle · d7 preto torre · c6 branco peão · e4 black circle · e3 black circle · e2 branco peão | 1 |
|   | a | b | c | d | e | f | g | h |   |

## Movimentos extraordinários

### Roque

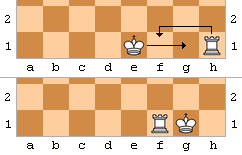
Ilustração do Roque pequeno

O roque consiste em mover o Rei duas casas em direção a torre, e então mover a torre para a casa do outro lado Rei, adjacente a ele. Não é permitido mover o Rei e a Torre ao mesmo tempo porque cada movimento deve ser realizado somente com uma das mãos. O movimento só é permitido nas seguintes condições:
1. O Rei e a Torre envolvida não tenham sido previamente movidos;
2. Não exista peças entre o Rei e a Torre;
3. O Rei não pode estar em xeque, passar ou terminar o movimento em uma casa ameaçada pelo tabuleiro. Entretanto, a Torre pode estar sendo ameaçada ou passar por uma casa ameaçada, no caso do roque grande, durante o movimento;
4. O Rei e a Torre devem estar na mesma fileira.[11] [nota 1]

### Tomadaen passant

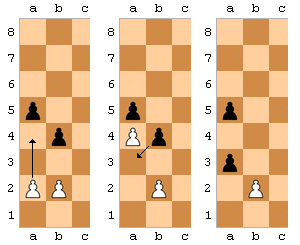
Captura do peão "en passant"

Quando um peão estiver na quinta casa, ou seja, tiver sido movimentado três casas além da sua casa de origem e um peão adversário, da coluna ao lado da sua, executar o seu primeiro movimento saltando duas casas, fugindo do confronto com o peão que já tinha movido três casas, este peão poderá ser capturado en passant e o peão que realiza a captura irá ocupar a casa que o adversário saltou ao mover duas casas. Esta captura somente poderá ser feita imediatamente após o lance feito pelo adversário (movimento de duas casas), caso contrário não poderá mais ser feita.

### Promoção de Peão
Se um peão avança até a oitava fileira é então promovido a uma dama, torre, bispo ou cavalo da mesma cor, sendo a escolha opção do jogador. A escolha não é limitada as peças previamente capturadas, sendo portanto possível um jogador ter dez torres, ou bispos, ou cavalos se todos os seus peões forem promovidos. Se a peça o qual deseja promover o peão não estiver disponível, o jogador deve chamar o árbitro que proverá a peça. De acordo com o árbitro internacional Eric Schiller, se uma peça adequada não está disponível, um peão ao lado da torre pode ser usada e o jogador indica qual peça representa. Em uma partida formal com um árbitro presente, o árbitro deve substituir o peão ou torre pela peça apropriada.

## Término da partida

### Vitória
Existem dois modos de vitória durante uma partida de Xadrez:
- Adversário desistir ou abandonar o jogo.
- Xeque-mate no rei adversário

Embora seja costume de muitos jogadores antigos, o aviso do xeque, diferente de como alguns pensam, não é de forma alguma obrigatória, sendo, em algumas partidas blitz (relâmpago) de campeonato, desaconselhado. É obrigação do jogador perceber que seu rei está sendo ameaçado, pois o objetivo principal do jogo é atacar o rei adversário, procurando proteger o seu rei.

### Empate
Uma partida é considerada empatada, quando:
- O jogador ao qual cabe o lance não puder realizar nenhuma jogada legal, com o rei ou qualquer outra peça, o seu rei não tiver opção de movimento e  não se encontrar em xeque. Esse empate é conhecido como pat pelos franceses, ahogado em espanhol, ou simplesmente empate por afogamento, rei afogado.
- Um dos jogadores propuser e o outro aceitar o empate.
  - Em campeonatos, a regra é um pouco mais restrita: um jogador deve propor o empate enquanto seu tempo estiver correndo, e acionar o relógio. O outro jogador deve anunciar que aceita o empate, recusar, ou simplesmente fazer a sua jogada, sinal que recusou o pedido, e não poderá mais tarde (se a situação do tabuleiro mudar) "aceitar" o empate. Após essa recusa, apenas o jogador que recusou o empate pode fazer outra proposta, para evitar que um jogador fique constantemente pedindo empate, incomodando o adversário. Esse modo de propor o empate é o correto, e não o visto no filme americano Lances Inocentes, onde o protagonista estende a mão declarando empate, aguardando o seu oponente apertá-la como sinal de que aceita.
- Nenhum dos jogadores contar com material suficiente para dar xeque-mate no adversário. É considerado material insuficiente dois reis sozinhos, o rei e um bispo, o rei e um cavalo ou o rei e dois cavalos contra um rei sozinho. Isso não significa, portanto, que não é possível dar um mate apenas com um cavalo. Mas só é possível se houver outras peças inimigas impedindo o caminho do rei inimigo. O mate com dois cavalos e rei contra rei só ocorre se o oponente errar ao fugir com o rei, portanto dois cavalos são considerados como material insuficiente para dar mate.
  - Por causa da promoção, um peão sempre é considerado "material" suficiente para mate, embora ele como peão não possa sozinho (ou com ajuda do rei) dar xeque mate.
- Ocorrer um xeque-perpétuo, em que um jogador pode ficar permanentemente colocando o rei do outro em xeque, não importa o que o outro faça, sem que o jogador manifeste intenção de jogar diferentemente.
- São efetuados 50 lances em sequência sem captura de peças e sem movimento de peões. Sempre que houver uma captura ou um lance de peão, recomeça a contagem de 50 lances.
- Uma dada posição ocorrer três vezes durante uma partida. Isto implica repetir a posição das peças, o lado a fazer o lance, e os lances possíveis. Se, por exemplo, na primeira vez que a posição se repetir um dos jogadores tiver direito de fazer roque e nas outras duas não tiver, não é a mesma posição. Da mesma forma, se o jogador ao qual cabe o lance tinha direito de fazer a captura en passant na primeira vez que a posição apareceu, então também não é a mesma posição.

### Abandono da partida
Qualquer jogador pode abandonar a qualquer tempo e o oponente vence a partida. Isto acontece normalmente quando o jogador acredita que muito provavelmente irá perder a partida. Um jogador pode abandonar dizendo verbalmente ou indicando na planilha de três modos: (1) escrevendo "abandono", (2) circulando o resultado do jogo, ou (3) escrevendo "1–0" se as pretas abandonam ou "0-1" se as brancas abandonam Deitar o rei no tabuleiro também indica o abandono, mas não é frequentemente utilizado e deve ser distinguido de acidentalmente derrubar o Rei no tabuleiro. Parar ambos os relógios não é uma indicação de abandono, uma vez que os relógios podem ser parados para chamar o árbitro. Uma oferta de aperto de mãos não é necessariamente uma resignação, uma vez que um jogador pode pensar que está sendo oferecido um empate.

## Regras de competições

### Ato de mover as peças
O movimento das peças deve ser feito com uma das mãos. Uma vez que a mão larga a peça após tê-la movido o movimento não pode ser desfeito exceto se for um movimento ilegal. Quando rocando, o jogador deve mover primeiro o Rei com uma das mãos e então mover a Torre com a mesma mão.
Em caso da promoção de um peão, se o jogador deixar o peão na oitava fileira, deve promovê-lo. Após o peão ter sido movido, o jogador pode tocar qualquer peça fora do tabuleiro e a promoção não é finalizada até que a nova peça seja deixada na casa de promoção.

### Regra da peça tocada
Se um jogador tiver movido uma de suas peças como se tivesse a intenção de movê-la, então o jogador deve fazer o movimento se o mesmo for permitido. Enquanto a mão não deixa a peça em uma nova casa, a última pode ser colocada em qualquer casa acessível. Se o jogador toca uma das peças do adversário então deve capturá-la se a peça puder ser capturada. Se nenhuma das peças puder ser movida ou capturada não há penalidades, mas a regra ainda é aplicada as suas próprias peças.
Durante o roque, o Rei deve ser a primeira peça a ser tocada. Se o jogador toca a sua Torre ao mesmo tempo que tocando o Rei, deve realizar o roque com a Torre se este for possível. Se o jogador completa o movimento de duas casas com o Rei sem tocar a Torre, o jogador deve mover a Torre correta de acordo com o roque. Se o jogador inicia o roque mas este é ilegal, deve fazer outro movimento com o Rei se for possível, incluindo realizar o roque com a outra Torre.
Se um jogador deseja tocar a peça com a intenção de ajustá-la na casa do tabuleiro, o jogador deve primeiro alertar o oponente de sua intenção dizendo "J'adoube". Uma vez que o jogo inicia, somente o jogador com a vez de jogar pode tocar as peças no tabuleiro.

## Irregularidades

### Movimento ilegal
Se um jogador fizer um movimento ilegal, deve-se retratar este movimento e fazer um movimento válido. O movimento deve ser feito com a mesma peça se possível, porque a regra da peça tocada é aplicável. Se o movimento ilegal for uma tentativa de roque, a regra da peça tocada é aplicada ao Rei, e não à Torre. O árbitro deve ajustar o tempo no relógio de acordo com a melhor evidência. Se um engano só for percebido depois, o jogo deve ser reiniciado da posição em que o erro ocorreu.
Se uma partida de xadrez blitz está sendo disputada (em que ambos os jogadores tem uma pequena e limitada quantidade de tempo, e.g. cinco minutos) as regras variam. Um jogador pode corrigir o movimento ilegal se não tiver pressionado seu relógio. Se o jogador pressionou seu relógio, o oponente pode reivindicar uma vitória se não tiver movimentado. Se o oponente realizar um movimento, o movimento ilegal é aceito sem penalidades.

### Xeque-mate
a seu oponente se colocar em um local que seu rei estiver em perigo e ele não perceber o outro adversário pode ganhar a partida 
Se um jogador derrubar as peças, é de sua responsabilidade restaurá-las para a posição correta utilizando o seu tempo. Se for descoberto que um movimento ilegal tiver sido feito, ou que as peças foram dispostas incorretamente, o jogo deve ser reiniciado na posição anterior a irregularidade. Se a posição não puder ser determinada, o jogo deve ser restaurado na última posição correta conhecida.

## Conduta
Jogadores não podem usar nenhuma anotação, fontes externas de informação (incluindo computadores), ou conselhos de outras pessoas. Análise em outro tabuleiro não é permitida. As planilhas são para registrar somente fatos objetivos da partida, tais como o tempo no relógio e ofertas de empate. Os jogadores não devem deixar a área de competição sem a permissão do árbitro.
Altos padrões de etiqueta e ética são esperados. Jogadores devem apertar as mãos antes e após a partida. Geralmente o jogador não deve falar durante a partida, exceto para oferecer o empate, abandonar a partida, ou chamar a atenção para alguma irregularidade. O anúncio do "xeque" é feito em partidas entre amadores mas não deve ser usada em partidas oficiais. Um jogador não pode distrair ou perturbar o oponente por quaisquer meios, incluindo oferecer repetidamente o empate.

## Equipamentos

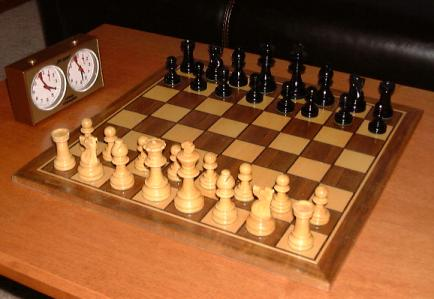
Peças nas posições iniciais e um relógio.

O diâmetro das casas do tabuleiro deve ser aproximadamente 1,25 a 1,3 vezes o tamanho do diâmetro da base do Rei, ou 50 a 65 mm. As casas tem aproximadamente 57 mm normalmente bem adaptadas para as peças com os reis preferencialmente na faixa de tamanho adequada. As casas escuras são normalmente marrons ou verdes e as claras são cremes ou couro
O desenho do conjunto de peças Staunton são o padrão e são normalmente feitas de madeira ou plástico. São normalmente pretas e brancas; outras cores podem ser utilizadas (como uma madeira escura ou até vermelho para as peças pretas) mas elas ainda serão chamadas de "brancas" e "pretas" (ver Branco e Preto no xadrez). A altura do rei deve ser de 85 a 105 mm Uma altura de aproximadamente 95 a 102 mm  é preferida pela maioria dos jogadores. O diâmetro do Rei deve ser de 40 a 50% da altura. O tamanho das outras peças deve ser proporcional ao Rei e devem ser bem balanceadas.
Em partidas sujeitas ao controle de tempo, um relógio de jogo é utilizado, consistindo em dois relógios adjacentes e botões que param um relógio enquanto iniciam o outro, de tal modo que os dois relógios nunca marcam o tempo simultaneamente. O relógio pode ser analógico ou digital.

## Registro dos movimentos

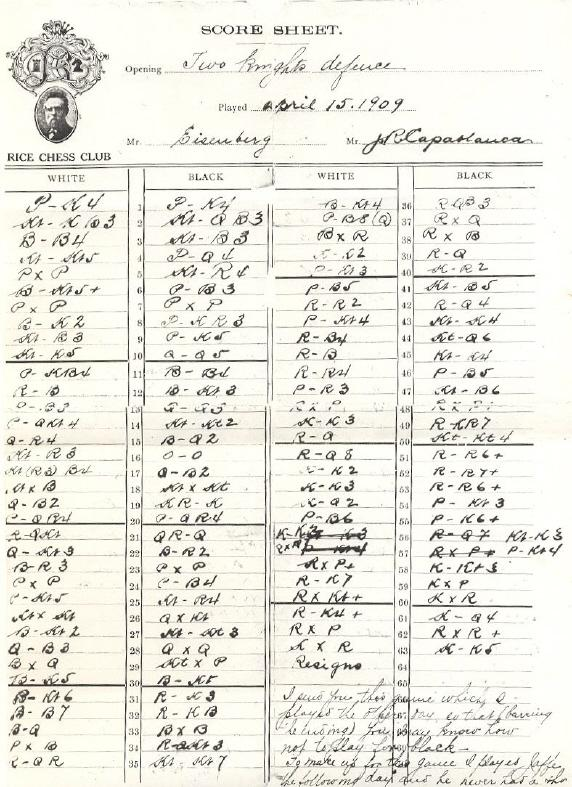
Uma planilha com o registro de um jogo de Capablanca, utilizando a notação descritiva.

Em uma competição formal, cada jogador é obrigado a registrar cada movimento em notação do xadrez de modo a esclarecer disputas sobre posições ilegais, estouro do tempo de jogo, e fazer reivindicações de empate pela regra dos 50 movimentos ou repetição da posição. A notação algébrica é o padrão aceito para registro das partidas atualmente. Existem outros sistemas tais como a notação epistolar para o xadrez por correspondência internacional e a obsoleta notação descritiva. A regra atual é de que o movimento deve ser feito primeiro no tabuleiro e depois é anotado um papel ou dispositivo eletrônico. Antes de se tornar uma regra, Mikhail Tal entre outros tinham o hábito de escrever o movimento antes de fazê-lo no tabuleiro. Ao contrário de outros jogadores, Tal não escondia o movimento após tê-lo escrito - ele gostava de observar a reação do oponente antes de fazer o movimento e algumas vezes riscava o que tinha escrito e anotava um movimento diferente para jogar no tabuleiro.
Ambos os jogadores devem indicar uma oferta de empate escrevendo "=" ao lado da notação do movimento na planilha. Notações sobre o tempo dos relógios podem ser feitas, se um jogador tiver menos de cinco minutos para completar todos os seus movimentos, ele não é obrigado a registrar os movimentos, exceto se um atraso de pelo menos 30 segundos por movimento estiver sendo utilizado. A planilha deve estar disponível para o árbitro o tempo todo. O jogador pode responder ao movimento do oponente antes de anotá-lo.
Cada peça é representada pela sua inicial e logo na frente o nome da casa. São usados também os sinais ( +) para xeque, e (++)
ou (#) para xeque mate, a letra x para captura. O roque menor (0-0) e o maior (0-0-0).